# 超人機メタルダー
『超人機メタルダー』（ちょうじんきメタルダー）は、1987年3月16日から1988年1月17日まで、テレビ朝日系列で全39話が放送された、東映制作の特撮テレビドラマ、およびその主人公の名前。
放送時間は、開始当初から1987年9月14日放送分（第24話）までは毎週月曜19時 - 19時30分、同年10月4日放送分（第25話）より毎週日曜9時30分 - 10時（いずれもJST）。

## 概要
宇宙刑事シリーズ三部作、およびそのフォーマットを踏襲した『巨獣特捜ジャスピオン』『時空戦士スピルバン』を経た後、新たなヒーロー像を生み出すべく制作された作品。後年確立された「メタルヒーローシリーズ」としては第6作目に数えられる。企画段階では『新人機バイクロイド』という仮題が付けられていた。
メタルダーの左右非対称で赤と青を基調にしたデザインやネーミング、内省的な主人公のキャラクターは、『人造人間キカイダー』の主人公、キカイダーを踏襲している。本作品のプロデューサー・吉川進は同作品のプロデューサーも務めており、当初のインタビューでは「キカイダーを意識したものになると思います」と発言している。一方で、メインライターの高久進は『キカイダー』との関係について、「あれはもう14年も経っているし、質も内容も違うと思いますよ」と、当時のインタビューで語っている。

### 特徴
本作品では、「メタルヒーローシリーズ」としては初めてアンドロイドを主人公として位置付けている。これにより、後年の『機動刑事ジバン』や『特捜ロボ ジャンパーソン』など、ロボットを主人公とした作品の先鞭をつける形となり、前面に人間ドラマを押し出したアクションシリーズで、超人機の主人公が巨悪と戦う中で、人間性を多くの経験から身に着けていく大河性が特徴となっている。
主人公であるメタルダーは、内蔵された「自省回路」により人の心を持ち、自分の存在理由も知らないまま戦場へ赴くうえ、武器を一切使わずに素手で戦い、しかも第1話で敵に敗北するなど、従来の作品とは全く異なるヒーロー像として描かれている。
敵組織であるネロス帝国も、ほかの特撮番組のように1回ごとに異なる敵怪人が1人ずつ登場するのではなく、第1話にして数十人もの軍団員が総登場した。また、軍団員の各自には様々な人間的ドラマが用意されており、個性豊富な彼らとメタルダーの交流が番組の重要な要素となっている。特筆すべきは第11話「勇者の追撃! 天空にそそり立つ巨人!!」で、この回はネロス帝国の軍団員であるビックウェインが実質的な主人公であり、本来の主人公であるメタルダーは、変身前の剣流星の姿では一切登場せず、冒頭と後半の戦闘シーンにのみ登場するという、異色の仮面劇が展開されている。それと同様に第23話「トップは誰だ?!ピンからキリの大運動会」では、ネロス帝国内で繰り広げられる4軍団対抗の障害物競走に、多数の軍団員が登場するコメディタッチの番外編がメインとなっており、メタルダーの登場シーンはその合間に並行して描かれるサブストーリーとなっている。
本作品がこのように悪玉のドラマを重視した原因は、商品展開にある。当時は『キン肉マン』『聖闘士星矢』などが流行しており、本作品のスポンサーのバンダイは『キン肉マン』同様、本作品でも敵方のフィギュアを販売しようと画策していたのである。
こうして極めて意欲的に制作された本作品は、宇宙刑事シリーズから続く従来のメタルヒーローと比較してドラマは重厚になり、高年齢層やそれまでの視聴者以外からの支持を獲得した一方、メカニックやキャラクターが地味なため、視聴者の大半を占める低年齢層には受け入れられなかった。またシリーズ途中での放送時間の変更もあり、比較的従来の東映ヒーロー作品に近い内容の話やコミカルな話が混ざるようになった。しかし最終的には本来のハードな路線を堅持し、劇的な最終話をもって物語が締めくくられた。また時間変更により、放送局こそ異なるが同じ東映制作の特撮テレビドラマ『仮面ライダーBLACK』（毎日放送制作、TBS系列）と連続して放送されるようになり、その相乗効果によって視聴率は回復した。

### キャスティング
主人公の剣流星役には、本作品がデビュー作となる妹尾洸が起用されている。瞬転後であるメタルダーの声は、第2話冒頭でのスプリンガーとのやり取りなど一部を除き、飯田道郎がメインで担当。さらには第9話から第14話・劇場版では瞬転前の声も飯田が吹き替えていた。瞬転する際の「怒る！」のフレーズも、番組開始当初は飯田の声によるもので、妹尾の声となったのは流星の声を再び妹尾があてるようになった第15話からである。この理由について、妹尾は雑誌『東映ヒーローMAX』のインタビューで自身が当時、病気で入院していたためではないかと推測している。
桐原剛造役の藤堂新二や、北八荒役の河合宏など、過去に東映制作の特撮番組でヒーローを演じた俳優が起用された。また、第1話には往年の名優・上原謙が古賀博士役で出演したが、同話の脚本の出演者リストには上原ではなく浜村純の名が記されていた。
ネロス帝国の軍団員の声は、数多くの特撮番組で怪人の声を当てていた渡部猛や飯塚昭三といった面々が複数の役を兼ねている。この2名とメタルダー役の飯田に加え、依田英助、森篤夫、桑原たけしが「声の出演」としてクレジットされているが、彼らが演じた役名は表記されなかった。ナレーターには、『宇宙刑事ギャバン』『宇宙刑事シャリバン』を担当した政宗一成が、本シリーズでは4作品ぶりに担当。

## あらすじ
第二次世界大戦後、アメリカに渡っていたロボット工学の世界的権威、古賀竜一郎博士が42年ぶりに日本に帰ってきた。彼が帰国したのは、世界の影でうごめく死の商人「ネロス帝国」の存在に気付き、戦死した自分の息子の竜夫をモチーフにした人造人間「超人機」を甦らせるためである。
古賀博士の帰国を知ったネロス帝国の帝王ゴッドネロスは博士を抹殺すべく、配下の四大軍団に出撃を命令した。四大軍団の攻撃により、古賀博士は負傷するが何とか秘密基地シルバーカークスにたどり着き、そこで眠っていたアンドロイドである超人機・剣流星を目覚めさせる。
しかし、博士はシルバーカークスを守り、何も知らない流星に敵の存在と人の死を教えるために自らネロスの凶刃に倒れる。それを見た流星は怒りの叫びを上げ、全エネルギーを開放。超人機メタルダーに瞬転する。しかしメタルダーはその能力を把握できないまま、ヨロイ軍団長クールギンの刃に敗れる。傷つきながらも再び立ち上がるメタルダーは自らの存在を不可思議に思い、叫ぶ。
「風よ、雲よ、太陽よ、心あらば教えてくれ！ なぜ、この世に生まれたのだ！」と。
こうしてメタルダーとネロス帝国との壮絶な戦いが始まった。

## 登場人物
メタルダー / 剣 流星（）
太平洋戦争末期、旧日本軍の起死回生のために古賀竜一郎博士によって作られたアンドロイド。戦時中に製作されたにもかかわらず、その身体には半世紀以上経った現代でも追いつけない、高度な技術が多数秘められている。
通常は流星の姿であるが、体内に秘められた全エネルギーが怒りと感情の高まりとともに頂点に達することで「怒る（）！」の掛け声とともに、メタルダーへと「瞬転」する。大抵の場合は戦いの最中に瞬転を行うが、サイドファントムの運転目的だけでメタルダーになることもあった。流星としての姿は、神風特攻隊で戦死した博士の息子である古賀竜夫の姿をモデルとしている。そのパーソナリティも竜夫がモデルとなっており、彼と同様に音楽をこよなく愛する心を持つ。そのためラプソディとの戦いで名器ストラディバリウスを前にして戦意を鈍らせたこともあった。また、流星の場合はサックスを演奏することもあるなど、必ずしもその全てが竜夫のコピーではない、彼なりの「自我」や嗜好も備わっている。
メタルダーが完成した時既に日本は終戦を迎えており、古賀博士は表向きは処分したと装い、完成したメタルダーを極秘に建造したシルバーカークスに封印した。そして42年の時を経て、ネロス帝国の存在を知った古賀博士はその封印を解いた。起動したばかりのメタルダーは明確な一般知識や目的もインプットされておらず、当初ははただ単に無我夢中で戦っていた。また「生」の概念の乏しさから、バーベリィの追撃を受けた際には、偶然通りかかった舞を囮にしたこともある。その後、現代社会を知らないまま見知らぬ物に満ちた世界に興味を持ち、舞をはじめとした人間たちとの交流やネロスとの戦いを通じ、人間としても戦士としても成長を遂げていった。
長きにわたる戦いの末にネロス帝国を壊滅させるも、ゴッドネロスとの戦いで自身の超重力制御システムが損傷。増大する超重力エネルギーによって地球破壊の危機が迫る中、メタルダーは八荒に超重力エネルギー装置の破壊を頼み、超人機の能力と流星としての姿とを引き換えに地球を守った。その後舞と八荒に感謝の言葉と必ず甦るという決意を残し、スプリンガーと共にどこともなく旅立って行った。
- メタルダーのデザインは村上克司が頭部を、それ以外のボディは森木靖泰がそれぞれ担当している。森木によると赤と青のカラーリングには最後まで抵抗したという。

### 仲間たち
古賀 竜一郎（）
メタルダーの製作者で、ロボット工学の権威。家族は学生時代に結婚した妻と、その間に出来た息子の竜夫がいる。竜夫は戦争さえなければバイオリニストになれたほどの音楽の才能の持ち主と称され、21歳のときに海軍少尉になるが、1944年10月に最初の特攻機に搭乗し戦死した。
東京帝国大学工学部を卒業後は同大学で教授を務め、戦中は日本軍部の指導の下、大学内に古賀特別研究室が設立され、そこで超人機の開発を行っていた。終戦後はアメリカに渡りNASAに所属。退職後もケンタッキー州に一人で住んでいたが、ネロスの企みを察して日本に帰国し、メタルダーを覚醒させる。その直後メタルダーに闘争心のきっかけを作り、死の意味を伝えるため、自ら身体を張ってネロス帝国の軍団員に殺される。死後、流星の手で山中に埋葬されており、信吾が帰国した際は舞や八荒と共にその墓標に手を合わせた。
メタルダーからは当初「古賀博士」と呼ばれていたが、人間のことを理解するうちに「お父さん」と呼ぶ場面も見られた。

スプリンガー
メタルダーの相棒のドーベルマン型ロボット。第2話から登場。元々は超人機開発の前段階で実験用として開発された。人語を解し、鼻は本物の犬以上に利く。メタルダーこと流星に人生の様々なアドバイスをし、彼のメンテナンスやサポートを行う。テレビ好きという一面も持っており、特にアニメを好んで視聴する(たいていコンバトラーVが流れている)。
舞とは第18話、八荒とは第20話で初めて顔を合わせた。
ネロス帝国との戦いが終わった後、旅立つメタルダーへと付き従っていった。

仰木 舞（）
『週刊アップ』と契約しているカメラマンで、流星が古賀博士以外に初めて出会った人間。第2話から登場。母とは死別し、また父である信吾も通信社の支局特派員として海外に赴任していることが多いため、マンションで愛犬のマミーと暮らしている(外観は1985-86年に竣工したばかりのN.T.K.ハイム(9話)あるいはコーポキタなどが使われた)。
明るい性格でカメラマンということもあって好奇心旺盛。世界を知らない流星は彼女を通じて世界を知り、彼女も流星の素性を知ってから、彼に協力するようになる。流星に好意を抱いているらしく、流星と一緒にいる怪盗レッドパンサーことユイに嫉妬したこともあった。
メタルダーの願い通り、彼の超重力制御システムを破壊しようとする八荒を止めようとするが、メタルダーと八荒の友情に打たれ、その結末を見届けた。

北 八荒（）
モトクロス選手権を目指す新人GPライダーで、元暴走族という経歴を持つ。第16話から登場。血液型はO型(RH-)。生身の人間ゆえに格好が付かないことが多いが、それでも助勢する人情に厚い勇敢な性格の持ち主でもある。一人暮らしをしているためか料理が得意。
取材にやって来た舞に思いを寄せており、当初は流星を恋敵として意識していたが、後に彼がメタルダーであることを知り、次第にネロス帝国との戦いにも協力していくようになる。ジャック電撃応援団と呼ばれるオートバイ仲間がおり、軽闘士レベルなら互角以上に奮闘していた。
最終決戦ではメタルダーの願いを果たすべく、彼の超重力制御システムを破壊する。
- 物語の中盤から登場したが、登場予定は企画段階からあったという。また当初の設定ではネロス帝国のスパイで、スパイ目的でメタルダーと接するうちに真の友情に目覚め、仲間になるという物語が展開される予定だった。

マミー
舞の愛犬で雌のセント・バーナード。第5話から登場。中近東の出身で内戦に巻き込まれ、産んだ子供たちとも散り散りになってしまった後、中近東の特派員として派遣されていた信吾にベイルートで拾われた過去を持つ。第29話ではジョージとの交流も描かれた。

仰木 信吾（）
舞の父で、通信社のワシントン支局に勤務する支局特派員。第34話から登場。舞の依頼を受けてアメリカで古賀博士の足跡を追い続けるうちに、ゴッドネロスの存在に気付く。
帰国後もゴッドネロスの存在に迫ろうと活動を続けるもネロス帝国に捕らわれ、ゴッドネロスの催眠光線で操られた状態でタグスキーの鎧をまとってメタルダーに襲い掛かる。メタルダーによって救い出された後、最終決戦に際しては舞と八荒と共に流星からのビデオメッセージを見届け、流星の元に向かう舞と八荒を送り出した。

暴魂トップガンダー
漆黒のボディを持つガンマンロボット。赤い隻眼と無骨な左腕のマニピュレーターが特徴で、使用する大型のライフルは岩をも一撃で粉砕するほどの威力を持ち、持ち前の百発百中の命中精度と合わせて大きな武器となる。再登場後は左拳を赤く光らせてのパンチ技も身につけた。
勝負の世界では勝つことこそ全てであると語る一方、同時に「勝利とは正々堂々戦って得られるもの」という確固たる美学の持ち主でもあり、常に1対1の正々堂々とした戦いに強いこだわりを見せる。その美学への強いこだわりから、同じネロス帝国の軍団員相手でも、余計な手出しをしようとすれば銃口を向けるなど、時として帝国の軍規に反した振る舞いに及ぶことすらある。このように「孤高のスナイパー」としての性格が与えられている一方、自分が背負った業を割り切れないがゆえの寂寥感を禁じえない様子など、時として繊細な内面が垣間見られるような描写もある。
メタルダー抹殺のための刺客として選出され、武器を持たない彼に対して「一度自分のライフルを置いてから、それを先に取った方が勝ち」というルールで勝負を行う。三度の対峙の末、メタルダーの放った竜夫の形見の短剣に敗れるが、その信念に共鳴するものを感じたメタルダーに命を救われる。その後軍規違反の廉で処刑されそうになるも、メタルダーとの再戦を果たすべく寸前に脱出。執拗な追撃に傷付いていたところをメタルダーによって再び命を救われ、再戦に向けて腕を磨くべく誰も知らぬ土地へと去っていた。
後にクロスランダーの来日と時を同じくして再び登場し、非道な振る舞いに及ぶ帝国と完全に決別。以降はメタルダーに要所要所で力を貸すこととなる。終盤ではゴーストバンクの崩壊にも立ち会うも、直後にクールギンの姿に扮したゴッドネロスの手にかかり、メタルダーに看取られながら最期を迎える。形見となったライフルは流星たちの手で墓標とされた。その墓には「最愛の友 ここに眠る」と書かれている。
- デザインは森木靖泰が担当。当初はヨロイ軍団員として想定されていたキャラで、左手も義手のつもりで描かれたものである。またバンダイでの会議の日の朝に、提出点数を増やすために1時間ほどで描いたものであったため、作中で重要な役回りを担うことになるとは想定していなかったという。性格設定とネーミングは高久の手によるもので、デザイン画を見て「一匹狼っぽい」と思ったのでトップガンダーを一匹狼的なキャラにしたということである。またネーミングの由来は高久の娘が『トップガン』が好きだったからということも併せて語られている。

## メタルダーの装備・戦力

### 基本スペック
ボディの外装は特殊合金サイコメタル製であり、赤い左半身の左頭部には自省回路と人間と同等の知性や感情を司るメインコンピューターが内蔵されている。これは「汝の敵をも愛せ」という古賀博士の博愛精神によるもので、これにより人間と変わらない心を持ち、敵には敬意や共感を抱くこともある。またそれと対を成す敵の能力を分析する戦闘マニュアルコンピューターは青い右半身の右頭部に内蔵されており、戦闘回路と自省回路のどちらか一方を強化すると二つの能力のバランスが崩れてしまうため、古賀博士は改造による強化ができないように設計している。
その代わり、学習により精神力を鍛え、それによって自省回路の能力を強化できるようにし、自省回路の能力が強化されるとそれとバランスを取るために戦闘回路に精神波が送られ、今度は戦闘力が強化されるという、学習による性能アップを取り入れている。
- エネルギー：古賀博士が発見した超重力エネルギーKOGA-Xを使用。腰部にある超重力制御システムでエネルギーをコントロールし、メタルダーへの瞬転や流星の姿の制御を可能とする。これを破壊されると超重力エネルギーが暴走し、地球を吹き飛ばすほどの大爆発を起こすとされ、その場合は超重力エネルギー装置を完全に破壊する以外に回避の方法はない。これを実行すると流星の姿に戻ることは二度と叶わなくなり、流星としての人格も失われる。
- 記憶力：空白だった42年間の歴史を図書館で調べて数分で埋められる。また、サッカーのビデオを見ただけで、コーチとしての能力を身につけられる。
- 聴覚：マルチイヤーにより、1km先の1デシベルの音も聴けるほか、電波も受信できる。通信ユニットも内蔵。さらに、音波や電波を発信するネオサイクルサウンドも内蔵されており、特殊音波でイルカなどの動物と会話できる。
- 視覚：エレクトロアイにより、1.5km離れた場所のゴルフボールも見分ける。X線、赤外線、紫外線、冷熱反応、生体反応などのセンサーも持つ。ズームアップセンサーにより、拡大分析も可能。クリアレンズにより、粒子の隙間から壁の向こう側を見られる。記録用のコンパクトディスクもセットされている。
- 嗅覚：自然界の匂いに対するセンサーは人間と同等。薬物、金属と金属が摩滅して発する匂い、火薬などの匂いを感ずる高度のセンサーを持つ。
- 握力：メタルクラッシュにより、硬い鉱物も粉々に砕く。パワー増幅システムを作動させ、さらに強力なパワーを発揮することも可能。超重力エネルギーの生み出す力により、大型ブルドーザーも簡単に引っ張ることができる。
- 指：内蔵された鉄の爪・アイアンクローにより、険しい崖やビルもよじ登る。
- 足：裏に内蔵された真空吸着装置により、いかなる斜面も登れる。
- メカ生体機能循環システム：背中に内蔵されており、人間に有害なガスを除去できる。生体維持装置に接続している。

### 必殺技
「争いを好まぬ僕に武器はない」と自ら語るように、外付け・内蔵を問わず武器と呼べるものは装備しておらず、以下の必殺技も基本的には徒手空拳によるものであるが、その場にある木や岩や鎖、それに相手の武器などを戦況に応じて用いることはある。また例外として、古賀竜夫の形見である短剣をトップガンダーやゴッドネロスとの決戦に携帯し、使用した。
レーザーアーム
腕にレーザーエネルギーを集め、手刀を超振動させて破壊力を極限までに高め敵を袈裟懸けに炸裂させる。厚さ10センチの鋼鉄も切断する。左右どちらの腕でも使用可能で、両腕で同時使用したこともある。最も使用頻度が高い。
序盤では小指の先から肘に沿って弓形の光刃が形成されていたが、第7話から表現が変更され、前腕部全体が光に包まれるようになった。第17話からは技名も叫ぶようになる。

Gキック
超重力エネルギーを全開にして放つ飛び蹴り。10トンの岩も砕く威力。繋ぎ技として使うことが多い。

メタルボンバー
空中でスピンしながら敵に突進し、両手でパンチを叩き込む。第21話で初使用。このバリエーション技、スクリューボンバーという必殺技も存在する。

メタルトルネード
空中でスピンしながら敵に突進し、両足でキックを叩き込む。第19話で初使用。

メタルホーネット
高速スピンしながら敵に突進し、すれ違いざまに敵の脇腹に手刀を決める。繋ぎ技として使用された。

プラズマパンチ
敵を真上に放り投げ、自らもジャンプして落下してくる敵に強烈なパンチを叩き込む。第20話で初使用。

分身の術
忍者を研究して編み出した技で4人に分身する。軽闘士・影との戦闘で得た経験を基にし、舞の仕事の撮影で忍者に扮した際に編み出した。

メタルソード（本編未使用）
腕の超重力エネルギーを全開させ、手刀で敵の胴体を水平に真っ二つにする。

ヘッドクラッシュ（本編未使用）
頭部にレーザーシールドを作り、頭突きをする。
この他に、半球状のバリヤーを形成し敵の攻撃を防ぐ能力も備わっており、これを活用しジャースからの攻撃を弾くカットが、前期エンディングに盛り込まれている（本編では未使用）。

### メタルダーのメカニック
シルバーカークス
富士風穴の奥深く、旧日本軍大本営跡の地下に隠されたメタルダーの三連構造の基地。メタルダーとスプリンガーは戦後42年間、この中で眠りに就いていた。
サイドファントムとメタルチャージャーを格納しており、出動時には地下から格納ブロックが迫り出し、発進体勢へと移行する。内部のメンテナンスルームには常時スプリンガーが待機し、メタルダーへの指示や負傷した際の修理を行う。
作中では度々機甲軍団による掃討や探索を受けており、一度所在地が突きとめられそうになったのを受け、メンテナンスルーム内の設備は後に鍾乳洞の内部へと移された。物語終盤にて機甲軍団の一斉砲撃を受けて破壊されてしまう。

サイドファントム
メタルダー専用のサイドカー。飛行能力を備え、自動操縦装置を内蔵し、本体とサイド部が分離して別個に走行できる。歴代メタルヒーローのマシンによく見られたレーザーガンなどの攻撃装備は搭載されていない。第2話では流星もメタルダーに瞬転しなければ動かせなかったが、第36話でメタルダーに呼び寄せられると、八荒でも舞を載せて運転することができた。

メタルチャージャー
流星専用の特殊自動車。外見は市販車と変わらず、メタルダー以外でも運転できる。車体両サイドの装甲が主翼に変化し、前部と尾翼を展開、飛行能力を発揮する。超重力エネルギーで動くため、ガソリンは不要。サイドファントム同様、攻撃装備は非搭載。ナンバーは品川59や56-51。
ベースは、6代目のマツダ・ファミリア。中盤から実車がマイナーチェンジ版（後期型）に変更になり、ミニチュアはそのまま前期型の形状のままだったため、実車とミニチュアとの形状が異なる。

## ネロス帝国
帝王ゴッドネロスを頂点とする世紀末の悪の秘密組織。原子力潜水艦をも有する世界的な大企業桐原コンツェルンを表の顔とし、数々の犯罪ネットワークとも繋がっており、それらを陰で操り、株価の市場操作や兵器の密売、傭兵としての軍団員の派遣などによって多額の利益を得ている。その存在を世間一般には一切気取られぬよう、巧妙な手腕をもって経済面と軍事面の両面から世界を支配しようと目論む。
帝王ゴッドネロス / 桐原 剛造（）
自身を神と称する、ネロス帝国の絶対的支配者。表向きは篤志家としても知られる桐原コンツェルンの若き総帥として、新宿の超高層ビル群をも見下ろす巨大な「ハイテクビル」にその本拠を構えており、慈善活動でも高い名声を得ているが、秘書たちに「私を夜の闇に包め」と命じることにより裏の顔である、老醜の色濃い世界的な死の商人へと変貌を遂げる。
性格は貪欲で冷徹、裏切り者や弱者には一切の情けをかけず、一抹の不安も恐れも抱かぬよう邪魔者を全て抹殺する。一方で、作戦に失敗した者でも有能もしくは忠実な者にはたびたび温情をかけたり、忠言や作戦に名乗り出た者の意見を汲むなど懐の広さも備えており、誕生日には4軍団一丸となってパーティーを開かれるなど、軍団員からは敬愛されていることがうかがえる。
経営者、ロボット技術者、生物工学者として優秀なだけでなく、武芸やバイオリンの演奏にも長けており、果ては死者の魂の召喚や念動力などといった妖術も操る。彼の鎮座するゴーストバンク内の玉座には様々な仕掛けが備えられており、怪光線や放電を繰り出すほか、触手を伸ばし敵を攻撃することも出来る。
本名は村木國夫と言い、第二次大戦中には日本陸軍で技術将校を務め、一時期古賀博士の元へ派遣され助手として働いていたこともあった。超人機計画にも関与していたが、その秘めたる野心を古賀博士に見抜かれ、途中で計画から外されている。連合軍の捕虜を生体実験にした罪で、戦後BC級戦犯としてシンガポールで処刑されかかるも、関係者を買収して失踪。後にアメリカで犯罪シンジケートの一員となり、過去の経歴を消すべく整形手術で顔と名を変え、古賀博士の助手をしていたころに得たバイオテクノロジーや各種ハイテクを悪用してネロス帝国を築き上げた。本来の年齢は60 - 70代と推測される。メタルダーに対しては一番の不安要素としてこれを排除せんと考えており、配下の4軍団に対しても彼を抹殺した者に凱聖、ひいては帝国の跡目の地位を与えるとまで明言するが、一方でメタルダーを分解・研究しより強力な軍団員を作りたいという思いも抱いており、最終決戦でも彼を改造し、新たな戦闘ロボット軍団の凱聖に据えようという構想を明かしている。
ゴーストバンク防衛戦の際、メタルダーたちの眼前で自爆装置を起動させ、ゴーストバンクと運命を共にしたかに見えたが、影武者であるクールギンをゴッドネロスの姿に仕立て、自らは密かに脱出を遂げていた。後にメタルダーとの最終決戦では、前出の霊魂の召喚などを駆使して消耗させたところで超重力制御システムを破壊せしめるも、メタルダーが放った竜夫の短剣で生じた隙を突かれ、二度のレーザーアームで首を切断されて最期を迎えた。
- デザインは雨宮慶太が担当。

美人秘書K、S
桐原の傍近くに仕える秘書で、彼からは有り余るほどの財と権力を与えられている。
主に変装しての諜報活動や、各国の死の商人との交渉役を務めており、メタルダーの動向を監視する役割も担っている。またゴーストバンク内では専用のコスチュームに身を包み、ゴッドネロスの登場や、出撃権をかけた決闘の開始を告げるファンファーレを奏でる。手にしたロッドからは電流を放つこともでき、これで軍団員に制裁を与えることもあるが、戦闘能力は彼らと比べると心許ない。
ゴーストバンクにメタルダーが侵入し、自爆装置が起動した際には触手で身動きの取れなくなったネロスを助けようとするも手こずり、爆発に巻き込まれることを恐れて逃走を試みるが、ネロスにより道連れとされる。
- デザインは雨宮慶太が担当。企画書ではアンドロイドという設定だった。

ネロス帝国軍4軍団
ネロス帝国の実動部隊。地下に築かれた巨大闘技場「ゴーストバンク」を本拠としており、そこから周囲を取り巻くゲートを通して、世界中に軍団員を送り込んでいる。手柄などを巡って軍団同士反目し合うこともある一方、作戦の援護や共同戦線に他の軍団が赴いたり、合同で訓練や演習を行ったりと、軍団間の垣根はそれほど高くない。
各軍団は軍団長である凱聖（）をトップとし、以下のような階級制が敷かれており、軍団員たちは出世を夢見て、日々手柄を競い合っている。だが、絶対服従を誓った者ばかりで構成されているわけではないため、己の欲望のために裏切る者もいる。
- 豪将（）
- 暴魂（）
- 雄闘（）
- 爆闘士（）
- 激闘士（）
- 烈闘士（）
- 強闘士（）
- 中闘士（）
- 軽闘士（）

軽闘士以上の地位のものはゴッドネロスに目通りを許され、意見を上申することもできる。また軽闘士の下には軽闘士見習い・奴隷・音楽ロボットが存在するが、正式な階級には含まれていない。
- 階級の数は大相撲の番付と同じで、激闘士以下は放送当時の地震の強さを示す名称に由来している（激闘士→激震 ＝ 震度7、烈闘士→烈震 ＝ 震度6など）。

### ヨロイ軍団
強化手術を受けたサイボーグや、強化服を着た人間で構成された軍団。十種競技選手やボクサー、剣士や忍者など、剣術や槍術を始め、多様かつ特殊な武芸や技能に長けた強者が多く属している。物語中盤で大半の軍団員が失われた後、チューボを始め一部の軍団員と同型の鎧を装備した、二代目の軍団員も補充要員として登場している。
凱聖クールギン
ネロス帝国の実質No.2である、銀の甲冑と鉄仮面に身を包んだ剣士。政戦両略の大家であり、ゴッドネロスの懐刀として帝国内でも重きを置かれている。明確な年数は言及されていないものの、作中における回想から、少なくとも10年以上前からネロス帝国に所属していたことが示唆されている。
その性格は冷静沈着であり、時として部下たちにアドバイスを送ったり、バーロックの証言を信じ矢面に立って擁護するなど、バルスキーとは違う形で部下思いな面も見せており、それゆえに軍団内の信頼は極めて厚い。一対一の正々堂々とした戦いを好み、軍団員の中では唯一、覚醒直後とはいえメタルダーとの戦闘に勝利した強者でもある。
その正体は桐原＝ゴッドネロスの影武者であり、二重に仮面を被ることで正体を隠していたことが終盤にて判明する。影武者はゴーストバンクと共にゴッドネロスとして最期を迎え、以降はゴッドネロス本人がクールギンの姿として活動。最終決戦でもクールギンの姿でメタルダーと戦った。帝国の壊滅後、残されたクールギンの剣は八荒がメタルダーの超重力エネルギー装置を破壊するために使用された。
- デザインは森木靖泰が担当。森木によると当初は戦闘ロボット軍団員としてデザインしたものであり、内側のマスクは当初の企画案のひとつでもあった、トップガンダーと同様にネロス帝国を離れてメタルダー側に回った軍団員たちがメタルダー軍団を形成し、ネロス帝国との対立になだれ込むのではないかという想定の元、メタルダー側に付いた際の顔としてデザインされている。森木は後年のインタビューで『変身忍者 嵐』の月ノ輪辺りが念頭にあったのではないかとも追想している。
- 高久の短編小説によれば、ゴッドネロスに代わって帝国を支配する野心を秘めていることがほのめかされていた。

豪将タグスキー
タグ兄弟の兄にあたる剣豪で、弟であるタグスロンと共に反逆者の処分を主な任務とする。自信家ではあるが冷静な性格の持ち主でもあり、逸りがちなタグスロンを制止することも度々あった。
幼少期から兄弟揃ってゴッドネロスに育てられ、柳生宗厳の剣術を徹底的に叩き込まれている。斬撃を相手に叩き込む「柳生新陰流竜巻剣」を必殺技とし、また左腕に装備したショットガンや、左足に収められている小柄を牽制として用いることもある。
メタルダーとの初対決では兄弟同士の連携によりメタルダーを苦戦させるも、両腕で繰り出したレーザーアームに攻撃を受け止められた末、兄弟とも半ば自滅に近い状況に持ち込まれる。この時は兄弟の絆に心打たれたメタルダーの慈悲で生かされており、その後も劇場版も含め三度にわたってメタルダーと激闘を繰り広げる。物語中盤でタグスロンが先に倒れた後、その弔いのためにメタルダーに挑むが、罠として自身が埋設を指揮した地雷地帯へと投げ飛ばされて爆死する。

豪将タグスロン
タグ兄弟の弟にあたる薙刀使い。地雷原を突破するほどの走力を誇り、兄とは対照的な血気盛んな性格ゆえ、気合で物事を強引に押し切る一面もある。
幼少期からの徹底的な教育により、三井寺浄妙明秀の薙刀捌きを得意とし、またボーガンも扱う。兄と同様に小柄も装備しており、劇場版ではこれを用いてメタルダーの動きを封じた。また作中には反映されていないが、設定上は兄弟協力してエネルギーを放出し、周囲に暗雲と稲妻を招き寄せることも出来る。
兄弟を称しているものの、両者の間には血縁関係はなく、義理の兄弟というべき間柄である。しかしその絆は本物であり、その兄弟愛と見事な連携にはメタルダーも、人間の奥深さを感じるほどであった。メタルダーとの三度の死闘の末、単独で出撃したところをメタルホーネットとスクリューボンバーの連続攻撃を受けて散った。
- 兄弟ともにデザインは森木靖泰が担当。当初より幹部格のキャラクターであることを想定したデザインとなっており、得物も若干日本風の流れを汲んだ鎧であるのに合わせたチョイスとなっている。

暴魂チューボ
鎧武者風の剣士。豪将であるタグ兄弟に代わってクールギンの事実上の右腕として振る舞う。腰の刀を始め、兜の飾りを外した手裏剣や刺又など、様々な武器を振るう。
常日頃から鍛錬を欠かさぬ帝国きっての武人であり、相棒に指名されたアグミス1号から敬意と好意を持って接せられたり、不始末の責任を取ろうとした際にはガラドーやジャムネもこれを了解し黙って送り出すなど、他の軍団員からも一目置かれている存在でもある。
特訓のために外出した際、ゴーストバンクに通じるゲートを地上に放置していたことから少女マリコ、さらには流星とスプリンガーの侵入という事態を招いてしまい、自らその不始末の責任を果たすべくメタルダーに一騎討ちを挑み、メタルトルネードで戦死した。後に二代目が登場しており、ゴーストバンクでの決戦の際にはクールギンやドランガーとともに、秘書たちにも知らせなかった極秘作戦の秘密を伝えられていた。
- デザインは雨宮慶太が担当。

暴魂ヒドーマン
重装甲のサイボーグであり、フレイルと太刀を武器としている。ネロス帝国では右に出る者がいないほどの極悪非道な性格で、弱者をいたぶりその悲鳴に快感を覚えるというサディスティックな性癖の持ち主でもある。
日本銀行の地下金庫から金の延べ棒を強奪する「ゴールド作戦」を作業員の田所に知られたことから、彼とその妻子を殺害しようと目論む。メタルダーを一度は退けるも、ベンKに助けられたメタルダーとの再戦ではレーザーアームを受けて敗北。
- デザインは森木靖泰が担当。ゴーストバンクシリーズにはラインナップされなかったが、キャラクターのバリエーションの提案の一環として提出されたもので、特にバックボーンの設けられていない純然たる悪役としてデザインされた。

雄闘バーロック
銀色の仮面が特徴の戦士。鎖鎌を武器とし、これを利用してジェネレーターで発生させた高電圧を相手に流し込む戦法も用いる。正々堂々とした戦いを絶対の信条としており、その真っ当な性格ゆえ、軍団長クールギンからの信頼も非常に厚い。
元々はオリンピック十種競技の候補選手。現役時代、オリンピック出場を果たしたいがため、ライバルにドーピングの濡れ衣を着せたものの、これによりライバルを自殺に追い込んでしまった。その後は激しい罪の意識に苛まれ自分を蔑む日々を送るうち、ネロス帝国に招かれヨロイ軍団に身を寄せることとなる。前述した信条も、その暗い過去に起因してのものである。
古賀博士の助手であったという太田博士の身柄を巡ってモンスター軍団員と対立した結果、裏切り者の汚名を着せられ粛清の対象となってしまう。メタルダーとの一騎討ちの後彼らを逃がし、機甲軍団による砲撃の直撃を受け壮絶に命を散らした。
- 再準備稿脚本では「先輩の罠にかかり、血液興奮剤を注入されたためにスポーツ界を追われた」という設定となっていた。
- デザインは雨宮慶太が担当。

雄闘ウォッガー
水中戦を得意とする戦士。武器である巨大な銛からは電撃を放つ他、これを回転させて発生させる砂嵐で攻撃する。
悪辣な性格で、クールギンからのアドバイスを自身なりに解釈し、女奴隷を軽闘士見習いマドンナとして取り立て、彼女諸共メタルダーを爆殺しようとした。スプリンガーの加勢により爆破には失敗し、自らメタルダーを騙し討ちに持ち込もうとするも、レーザーアームで両断された。
- デザインは雨宮慶太が担当。

雄闘ウォッガーII
ゴリゴン捕獲作戦に投入された新参の軍団員。武器は初代と同様だが、鎧の色が緑色である他、口元などの形状にも差異が見られる。
新参ながらいきなり雄闘の位、それにゴッドネロスのはからいで初手柄を立てる機会を与えられたが、メタルダーとの戦いの末メタルボンバーを受けて敗れ去った。ゴーストバンク防衛戦では同型の軍団員も登場した。

爆闘士ロビンケン
迷彩色のアーマーをまとったゲリラ戦の達人。アイアンナックルとしても使える大型ナイフ、それに拳銃を装備し、爆薬やトラップの扱いにも長ける。生真面目な性格で、メタルダー打倒を果たしていないにもかかわらず、4軍団対抗運動会を開くことにしたゴッドネロスに真っ向から異論を呈したこともある。
その運動会開催に当たっては、ネロスの命を受けメタルダーをおびき寄せる任務を単独で実行。UFO（バーベリィ）の写真を撮ったタケシ少年を誘拐し、メタルダーを運動会の最終関門としておびき出した。メタルダーとの一騎討ちの末、レーザーアームを受けて敗れ去る。
- デザインは雨宮慶太が担当。

爆闘士ガラドー
軽闘士・影を指揮する忍術の達人で、「忍びのガラドー」の異名を持つ。敗北の恨みを忘れない執念深い性格の持ち主であるが、部下思いの上官という一面もあり、ウィズダムの囮にされて部下が戦死した際には怒りと悲しみを露にしている。剣や手槍、手裏剣の扱いに長け、口からは火炎を吐くことも出来る。
後に「魔術師ガラドー」を名乗り、引田天功の助手として潜入し、卓越した変装やマジックを駆使して戦っている。その後も同型の鎧を受け継いだ二代目が度々登場し、トップガンダーの追討やゴーストバンク防衛戦などに参加している。
- デザインは岡本英郎が担当。岡本的には敵であることをそこまで意識せず「忍者のヒーロー」としてデザインしており、自身も好きなデザインであると後に振り返っている。また胸にあしらわれた家紋風のマークは、後に彼が参加したテレビアニメ『鎧伝サムライトルーパー』の鎧デザインにも活かされている。

激闘士ベンK
怪力自慢の戦士で、長柄のハンマーと背中に装備した一対の鎌を武器とする。動物を手に掛けることを何とも思わない性格だったが、メタルダーとの対決を経て、戦闘不能に追い込まれながらも命を救われる。これをきっかけに改心し、帝国を離れ罪を償うために各地を巡礼していた。
再登場の際も編み笠と袈裟を付けた巡礼姿でメタルダーの前に現れ、ヒドーマンによって海に落とされた彼を間一髪のところで助けた。メタルダーと共に田所親子を救い出した後は彼らを守るべく、数珠や錫杖を武器に軽闘士・影の一団と文字通りの死闘を繰り広げ、遂には壮絶な立ち往生を遂げるに至る。
- デザインは雨宮慶太が担当。

激闘士ジャムネ
ボクシングを得意とする戦士。両手に装備する特殊グローブはロケットパンチ式で発射され、相手を追尾して逃さない。また蹴り技にも優れるが、その足が弱点でもある。
モンスター軍団強化のための人工ホタル作戦を指揮し、メタルダーとの対決の末にメタルボンバーを受けて敗れ去る。ガラドーらと同様に、その後も同型の鎧を受け継いだ二代目が度々登場し、トップガンダーの追討やゴーストバンク防衛戦などに参加している。
- デザインは岡本英郎が担当。「格闘技のヒーロー」というイメージからシューティング系のキャラクターとしてデザインされたもので、紫基調のスーツはUWF参加時のザ・タイガーを意識していることが示唆されている。

中闘士ムキムキマン
ヨロイ軍団には数少ない生身の戦士。西洋風の衣装と鍛え抜かれた肉体が特徴で、これを活かしたプロレス技を得意とし「ムキムキバスター」という必殺技も持つ。馬鹿騒ぎと酒を好み、自信過剰な性格ではあるが実力は伴っておらず、作中でもさしたる戦果を上げられぬまま、早期にフェードアウトした。
- デザインは寺田克也が担当。雨宮は、ヨロイ軍団に人間らしいキャラクターがいなかったため、賑やかしとして人間そのままの姿のキャラクターを登場させることを要望し、当時雨宮の自宅によく泊まっていた寺田がそれを得意であろうと考え担当を振ったという。当初より元祖ムキムキマンが演じることを想定してデザインされており、普段の彼の衣装からそこまで離れないよう描かれている。一方でフーフーチュウとコンビを組むことまでは想定されておらず、あくまでそれぞれ強面のカッコいい幹部としてイメージされていたという。

中闘士フーフーチュウ
ムキムキマンと同様にヨロイ軍団には数少ない生身の戦士。その巨体から豪快な張り手を繰り出し、怒ると頭部が大噴火し炎を放つ。作中では用いられなかったが、小型の弓も武器としている。臆病かつ不真面目な性格で、相棒であるムキムキマンと同様に実力は低く、こちらも彼と共に早期に物語から姿を消してしまった。
- デザインは寺田克也が担当。造形ではオミットされているが、デザイン画ではアイマスク状の意匠も盛り込まれている。また頭部から火を噴き出すのもデザイン段階から想定されていたものであり、寺田も作中で実際にその演出がなされた際は嬉しかったとも語っている。

軽闘士 影
クールギン直属の上級戦闘員で、彼の命令で他の軍団員に率いられ、常に集団で行動することが多い。外見は一般軽闘士のものをベースに、鎖帷子など忍者的な要素が盛り込まれており、武器もハイテク手裏剣や忍者刀、それに電磁ロープなどを装備し、迷彩カバーで姿を隠しての奇襲を得意とする。

その他
ユリコ / 軽闘士見習いマドンナ
元はテニスの選手で、唯一の肉親である妹のミツコの治療費を稼ぐため、ネロス帝国に加入していた。最初は女奴隷として解体修理工場で作業に従事していたが、クールギンの助言を受けたウォッガーによって軽闘士見習いに取り立てられ、鎧と共に「マドンナ」の名を与えられる。マドンナとしては曲刀と高い運動神経を武器とし、また背中にはパワーアップのための補助装置と称し、爆弾も備え付けられている。
ミツコと知り合ったメタルダーから妹の手術のことを聞かされて動揺し、さらにウォッガーに利用されていたことを知り改心。ウォッガーが倒された後、ユリコとして手術を終えたミツコと再会を果たした。
- デザインは雨宮慶太が担当。造形ではオミットされているが、デザイン画では兜状のヘッドギアも描かれている。

アームリー
元雄闘。ゴッドネロスに対する反逆の罪により、ストーリー外でタグ兄弟により抹殺される。

### 戦闘ロボット軍団
ゴッドネロスの手により、ロボット工学を応用・駆使して作り上げられた軍団。機甲軍団と比べ人間的な体型をしているものが多い。軍団長のバルスキー以下、各々が生き方や戦い方に対して独自の美学を持つなど人間味にあふれる個性を備えており、軍規に違反してでも自分の意思を貫こうとする軍団員もいる。また4軍団の中では海外に派遣されている軍団員が最も多い。
凱聖バルスキー
最高のパワーと技の持ち主であるオールラウンドタイプの戦闘ロボット。ボディの各部に、黒と黄色の縞模様が斜めに入っているのが特徴。格闘術に長けるほか、目からの熱線ビームや指のバルカン砲を武器とする。耐久性も高く、メタルダーとの初戦では指を切り落とされただけで生還し、二度目の戦闘でもレーザーアームを喰らい、共に水没して自身は爆発しながらも生き延びているほどである。
「責任は俺が取る」という口癖に違わず、自らの責任で最大限の配慮と温情をかけるなど部下思いな面が多分に見られ、それに応えるように部下からの信頼も篤い。帝国から脱走したトップガンダーに対しても例外ではなく、脱走後もトップガンダーのことを気にかけていた。使命だけに囚われないメタルダーの生き方に憧れを抱いているが、敵として相対する際は冷徹に振る舞いその素振りすら見せないなど、帝国の戦闘ロボットとしての存在意義と自らの心との狭間で葛藤する面もあった。
メタルダーとの二度目の戦いから生還した後、ゴッドネロスの手で修復され、最強のロボットの座を賭けてメタルダーに最後の戦いを挑む。ローテールと一体化し、部下たちの能力を駆使してメタルダーを圧倒するも、ローテールの記録回路を断たれた後、互いに繰り出したキックのダメージにより完全に戦闘不能となる。最期はメタルダーを称えると共に、「誰にも利用されずに、俺たちの分まで生きろ」と告げ自爆を遂げる。
- デザインは阿久津潤一が描いたものをベースに、森木靖泰がリファインしたものが採用されている。特徴的な黒と黄色のラインは森木によるリファイン時に盛り込まれたものだが、これはカッコよくなり過ぎるのを防ぎ、思い切ったカラーリングにすることで、ひとつ外したキャラクター性を立たせるという狙いによるものである。森木は凱聖となることは想定していなかったと述べている。

豪将ガルドス
バルスキーの片腕とも言える重量級のロボット。その見た目とは裏腹なフットワークの軽さと、持ち前の超パワーを活かした重量級のパンチと、額から伸びる放電メカを武器とするが、後者は弱点ともなっている。後に改造を施され、右腕にミサイル砲、胸にビーム砲をそれぞれ搭載。放電メカも改良され、両拳にはパンチ力を強化するアタッチメントが取り付けられた。
バルスキー同様の武人肌で、トップガンダーを愚弄するクロスランダーをたしなめたり、ヘドグロスジュニアをゴッドネロスに推薦するなど、面倒見の良さを要所要所で見せていた。敵であるメタルダーに対しても、脱走したトップガンダーを助けたことを賞賛する一幕も見られた。一方で子供を人質に取るなどの卑劣な手段を取ることもあり、その直後のメタルダーとの2度目の戦いでは、レーザーアームを放つメタルダーをビーム砲で迎撃するがその勢いを止めることはできず、レーザーアームに続けて蹴りを見舞われ爆死した。
- デザインは雨宮慶太が担当。また放電メカは橋本満明が担当したものと思われ、改造後の各種ギミック類は寺田克也がそれぞれ追加でデザインしている。

暴魂トップガンダー

暴魂クロスランダー
二挺拳銃を武器とするガンマンロボ。作中では元々装備していた銃と、昇進祝いにゴッドネロスから授かったリボルバー式の光線銃を用いる。
赤を基調としたカラーリングと、ヒーロー然とした外見とは裏腹に、その性格は卑怯で陰険であり、勝つためには手段を選ばず部下を犠牲にするのも厭わない上、作戦の手柄を独占するためゴブリットとデデモスからは快く思われていない。しかし戦闘ロボット軍団の一員としての自覚はあり、4軍団による運動会では闇討ちとはいえ、自軍の勝利に貢献しようとした。バルスキーからも戦闘に妥協を許さない非情なプロとして評価されている。
初登場の時点では爆闘士であり、南米でテロ組織と組んで成果を上げたことにより昇格。当初は頭に蛇と鳥を合わせたような飾りをつけていたが、メタルダーとの初戦でGキックを受け破壊された。帝王の怒りに触れて廃棄処分寸前となるも、必死の嘆願の末に頭部を強化され、隠し銃が内蔵される。
同じガンマンロボであるトップガンダーに対しては、バルスキーがトップガンダーの名前を出した際にはこれを裏切り者と切り捨て、また彼を捕らえた際には真っ先に処刑しようとするなど、その理念の違いもあって尋常ならざる敵愾心を抱いている。しかし捕えたはずのトップガンダーにリボルバーを奪われた後、メタルダーのレーザーアームを受けて最期を迎えた。
『B-CLUB』に掲載された小説では、新造されたトップガンダーにゴッドネロスの寵愛が移ったことを逆恨みし、自分を仲間だと思っていた彼の左腕を撃ち落としており、これを受けてトップガンダーは修理の際、自分の甘さを戒めるために不恰好に盛り上がった左腕を所望したというエピソードが描かれている。
- デザインは森木靖泰が担当。頭部のデザインには、ティラノサウルスのような肉食恐竜の頭蓋骨の要素が盛り込まれており、放送当時刊行された『B-CLUB』の特集ページではデザイン画と共に森木のコメントとして、元々は『ザウルバイカー』という別企画の主役ヒーローとしてデザインし、企画が中止されたのに伴い転用したものであると明かされている。また籠手は専用のバイクと一体化するためのパーツとして考えられており、作中には反映されなかったものの反射ミラーとして、自らの光線銃の弾道を変更できるというギミックも考案されていた。このギミック案や強化前後の頭部のギミック、それに新たに与えられた方の銃のデザインは雨宮慶太とクラウドが手掛けている。

雄闘ジャース
全身に12門ものビーム砲を搭載したロボットで、バルスキーからもその威力は機甲軍団員にも劣らぬと評価されている。ビーム砲以外にも口部から火炎を放射できるなど、強力な遠距離攻撃手段を持つ一方、接近戦を不得手としている。実際メタルダーに接近戦に持ち込まれ劣勢に立たされたこともあり、この時はヘドグロスジュニアの加勢で難を逃れている。
作中ではビックウェインが逃亡した際、これを幇助したゴチャックをバルスキーに密告したほか、「人間には手を出せない」というメタルダーの弱点を突くべく、ローラースケートチーム「赤いイルカ」を雇い、彼らにメタルダーを襲わせる作戦の指揮に当たっている。後にチューボらの二代目と同様に後継機が登場し、トップガンダーの追討に参加している。
- デザインは岡本英郎が担当。企画当初は機甲軍団所属とされていた が、モチーフをサメとしたことで戦闘ロボット軍団員へと変更されたという経緯を持つ。

爆闘士ゴチャック
帝国一の武術の使い手と評される格闘ロボット。血気盛んな性格で、ビックウェインの薫陶を受けたため戦士としての誇りも高い。空中から攻撃を行うゴチャックフライングと、敵の首をねじ折るゴチャックロックなど、プロレス技を得意とするほか、首を飛ばされても胴体内部から大砲を展開させることも出来る。メタルダーとの初戦では得意のプロレス技でメタルダーの主要回路を破壊したものの、死闘の末に相打ちに近い形で破壊され、機能を停止する。ゴッドネロスからは廃棄処分が下されていたが、バルスキーが自らの責任で修理工場へ送るよう指示し、ビックウェインに修復される。
- デザインは雨宮慶太が担当。

激闘士ゲバローズ
スマートなフォルムが特徴の格闘ロボット。高い身体能力を活かした俊敏なファイトスタイルを得意とし、両腕をペンチやハンマー、鎖に変化させることも出来るが、覚醒したばかりのメタルダーにつかみかかって弾き飛ばされ、出撃をかけた決闘でもベンKに惨敗、運動大会では障害物の突破に失敗するなど、作中ではあまり活躍の場には恵まれていない。
軍団の専用バイク・サーキュラダーの名手という設定があり、オープニングや劇中でも度々運転しているほか、玩具のパッケージにもサーキュラダーに乗っているスチールが用いられている。
- デザインは森木靖泰が担当。データ分析や偵察任務用として作られたという想定で描き起こされており、また当時流行していたというシド・ミード的なディテールが各所に盛り込まれている。

烈闘士ザーゲン
髑髏を模した頭部に黒衣をまとったロボットで、「死神ザーゲン」の異名を持つ。左腕の大鎌とナイフ、足先の仕込み刃を武器とし、頭部の角からも電撃を放つ。相手を抹殺すること以外には興味がないため、高い実力を持ちながら、地位に固執しないため、あえて烈闘士の身分に留まっている。自分の命すら意に介さないなど、命令に対する忠実さも並はずれたもので、ゴッドネロスも称賛するほどである。メタルダーに破壊されたゴチャックを帝王ネロスがスクラップ工場に運ぶよう命じた際、再修理工場に密かに運ぶよう指示したバルスキーに対して、勝手な振る舞いは帝王ネロスの怒りを買うのではと疑問を呈したこともある。
メタルダーとの決戦に際しては、自ら自爆用の爆弾を搭載するよう懇願。大鎌でメタルダーの動きを封じた上で道連れにしようと目論むも、自らレーザーアームを叩き込むよう煽ったのが災いし、大鎌で自らの右腕を切断したメタルダーにより、遠距離から右腕を起爆装置に叩き込まれ爆死した。
- デザインは寺田克也が担当。デザイン画では右腕が大鎌となっている。頭部と腕、それに足先のみを造形部分とし、残りを衣装で対応するという、コスト面を考慮したデザインが志向されている。また初期のスチールや、パイロット版の一部カットでは胸に装甲が追加されているが、こちらはデザイン段階で想定されていたものではない。

烈闘士ラプソディ
バイオリン演奏用に作られた音楽ロボット。メタルダーのモデルである古賀竜夫がバイオリンの名手だったことに着目し、メタルダー打倒の刺客としてゴッドネロス自らの手で戦闘回路を組み込まれ、階級としては遥かに上位のタグ兄弟をも凌ぐ戦闘ロボットへと改造された。戦闘の際には戦闘回路により胸と肩にショックアブソーバーが付いた戦闘形態となり、ストラディバリウスの音色やバイオリンの弓から放つ音符型ビーム、胸に付いたバラ型の爆弾を駆使して戦う。またバイオリンの弓は剣としても用いられる。戦いでは非情さを見せる一方、帝国の中に音楽を愛する者がおらず、ゴッドネロスでさえも音楽を戦いに利用することへの嘆きも抱いている。
ゴッドネロスの目論見どおり、バイオリン演奏とバイオリンを盾にしたことで、メタルダーの戦意を鈍らせることに成功するが、これを精神力で克服したメタルダーにより戦闘回路を断たれてしまう。自らの敗北を認め、敵でありながらも音楽を愛するメタルダーに自らの演奏を聞いてもらい、ダーバーボに攻撃されながらも演奏を続けた末に倒れた。メタルダーからはこの時破壊されたものと思われていたが、彼の知らぬところで音楽ロボットとして修復されており、後にゴーストバンクに迷い込んでしまった少女を助けたことをきっかけに帝国から脱走、以降は遊園地でバイオリン弾きとして暮らすこととなる。
- デザインは雨宮慶太が担当。武器であるバイオリンも合わせて専用のデザインが描き起こされているが、作中では既製のものがそのまま用いられている。雨宮は本作品で特に好きなキャラクターに挙げている。

強闘士ローテール
女性型ロボット。そのフォルムはゴチャックやゲバローズと近似したものとなっており、主に情報収集や戦闘記録の分析を担当、戦闘ロボット軍団員の能力のデータを記録している。このデータは凱聖、すなわちバルスキーに彼女自身が融合されることによりその真価を発揮する。
音楽やダンスを好む一面があり、ラプソディが烈闘士になって現れた際も「また、音楽を奏でて」と頼む一幕も見られた。またバルスキーに対しては上司と部下としての関係を越えた、思慕にも近い念を抱いている。
メタルダーとバルスキーとの二度目の対決では、自身が女性型であることを利用し、メタルダーの油断を誘うも失敗。その後生き延びていたバルスキーに付き従うも、彼から「戦闘ロボット軍団を弔いながら、ひっそりと生きろ」と告げられるが、メタルダーとバルスキーが三度相見える最中、Gキックからバルスキーを庇って負傷。記録回路を自身ごとバルスキーに与えた。
- デザインは雨宮慶太が担当。

軽闘士デデモス
黒い体に青い装甲をまとったガンマンロボット。右手に持った銃と、左手の三又のクローが武器。後者はドリルのように回転させたり、発射してワイヤーフックとして使用することも出来る。
元は強闘士であったが、ゴブリットとともにクロスランダーに作戦失敗の責任（正確には囮にされた）を押し付けられ降格。その後はクロスランダーに付き従うも、作戦によっては彼以外の軍団員の命令の下動くこともあった。クロスランダー亡き後も生き延びモンスター軍団の最終作戦に参加、トップガンダーと交戦するが彼に投げ飛ばされ、ゴブリット共々爆死する。
- デザインは森木靖泰が担当。方向性としてはガンマンロボットというよりも、『キン肉マン』に登場する超人レスラーに近いものが志向されており、格闘戦に優れたロボットを想定してデザインされている。

軽闘士ゴブリット
黒い体に銀色の装甲をまとったガンマンロボット。武器は銃剣が装備された大型のライフル。各所に追加装備用のマウントラッチを備えており、設定では左肩にライフル、左手にシールドといった各種アタッチメントを装着できる。
デデモス共々クロスランダーにはかなりこき使われており、クロスランダーの目の届かないところでは陰口を叩き合っている他、クロスランダーが帝王に叱責された際は、後ろでほくそ笑むそぶりも見せた。しかし、クロスランダーの部下としての習性が染み付いてしまっており、彼を見捨てることだけは最後まで出来なかった。
雑誌『B-CLUB』に掲載された小説では、デデモスとゴブリットはトップガンダーと同時期に製作された兄弟機とされている。
- デザインは森木靖泰が担当。元は前述したメタルダー軍団とネロス帝国との対立という構想から、トップガンダーがメタルダー軍団に加わった際の姿を想定してデザインされており、頭部のデザインもトップガンダーからフードの前半分と首回りを外したものとなっている。

軽闘士ブルキッド
軍団の若き戦士。外見は一般軽闘士とほぼ同様だが、インナーの部分は青に変更されており、また固有の装備として右手のカッターと鎖鎌が追加されている。メタルダーに敗北し、ビックウェインに修理される際には反抗的な態度も見せていたが、後に歴戦の勇士であることを知るや彼に弟子入りすべく、わずかな手がかりを頼りに逃亡したビックウェインを探し出した。弟子入りを断られてもなお挑みかかり、闘争本能が目覚めたビックウェインの前に敗北するが、相手をしてもらえたことに感謝しつつ、今際の際にゴチャックが処刑されることを伝えた。

ビックウェイン
元豪将で、右腕のボーガンと左腕のスパイク、胸に内蔵されたミサイルポッドを武器とし、サイドファントムを正面から受け止めて投げ飛ばすほどの怪力も備える。
現役時代は「伝説の巨人」とまで呼ばれた歴戦の勇士であり、放った矢はいくつもの国の運命を書き換えたとまで言われるが、戦い続けることに虚無と無常を感じて引退、修理ロボットになった。その後ネロス帝国に居場所を見出すことが出来なくなり脱走するが、弟子であるゴチャックが自分の逃亡を手助けしたために処刑されることを知り、その助命と引き換えにメタルダー打倒を命じられる。
死闘の末に力尽き、打倒メタルダーこそ果たせなかったが逃亡者としてではなく戦闘ロボットとして最期を迎えたことから、バルスキーの心を動かしゴチャックの助命を認めており、ゴチャックもビックウェインへの敬意をより強くした。また敵であるメタルダーからもその雄姿を称賛され、形見となった矢はメタルダーの手で一輪の花に供えられた。
- デザインは雨宮慶太が担当。左肩の十字のマーキングなど、デザイン画の段階では医療ロボットとして想定されており、胸に内蔵の装備もこれを踏まえる形で、鋸やドリルを備えたマニピュレーターとされていた。また番組中のテロップでは「ビックウエイン」と表記されているが、書籍によっては「ビッグウェイン」と表記されることが多い。名前に関しては扇澤は当初、「ロボットに名前をつける、ということが恥ずかしかった」ことから、人間ではない、生産番号で呼ばれるようなキャラクターとして当初は「A-9」だったが、吉川進がジョン・ウェインをもじって名付けたという。

その他
ロブル
元爆闘士。怪獣に似たフォルムを持ち、手斧を武器として操る。裏切りの罪により、ストーリー外でタグ兄弟により抹殺される。

### モンスター軍団
バイオテクノロジーにより生み出されたミュータントや、合成生物から成る軍団。「口八丁・手八丁 卑怯未練恥知らず」をモットーとし、勝つためには手段を選ばない卑劣さや卑怯さが特徴である。兵器として改造されたため、成長は早い反面寿命も短いというデメリットも持つ。人間への変身能力を備える軍団員もおり、その特性を生かして一般社会への潜入工作を行った例もある。
凱聖ゲルドリング
頭部を覆う透明なフードが特徴の軍団長。関西弁と広島弁、それに名古屋弁が入り混じった特徴的な喋り方をする。戦闘では目からの光線や手からの粘液弾、それに火炎や溶解液、透明化能力といった多彩な技を駆使し、メタルダーとの二度目の戦いではフードを割られた後、口から触手を伸ばす能力も見せた。
傲岸不遜かつ卑劣な性格で、他の軍団の任務を妨害してまで手柄を立てようとするなど、欲深い面が先行する割に自分の手を汚す気もなく、加えて他の軍団長に対しても不遜な態度を通しているため、特にクールギンやバルスキーとの折り合いは悪い。一方で部下の敗因を「卑劣さが足りない」と分析するなど、ある意味では一貫した信念の持ち主でもある。部下の統率に関しても他の軍団と異なり脅しや暴力、それに軍団長の地位を笠に着た無理矢理な従え方が目立つ一方、軍団そのものに対する自信は並々ならぬものがあり、作戦指揮を立候補したり自軍団員を推薦することも多い。
クールギンの勧めにより、百年美人の花の蜜を舐めてパワーアップした状態でメタルダーと直接対決に臨むも、その効果が水の中にいると消えてしまうことにメタルダーが気付き、川での戦闘に持ち込まれたところをレーザーアームを受けて敗北する。しかし完全には死んでおらず、再生手術を受け復活し再びメタルダーの前に立ちふさがるも、自身の核を抉り出された末にレーザーアームで斬られ、完全な消滅を迎えた。
- デザインは森木靖泰が担当。大きなガタイに悪い顔と、正統派な怪人を志向してデザインされており、また透明なフードは『仮面ライダーストロンガー』のジェネラルシャドウや『アクマイザー3』のメザロードといった、同様に透明フードを被った怪人が好きという森木の嗜好が多分に反映されたものとなっている。デザインした時点よりモンスター軍団として描いているが、凱聖になることまでは想定していなかった。
- 声を担当した依田英助は、気に入った役としてゲルドリングを挙げている。

豪将ブライディ
オオカミとクモの要素を備えたモンスター。俊敏な動きと鋭い爪と牙による肉弾戦を得意とし、さらに爪から発射する光弾や、背中の毒蜘蛛部分から吐きかける糸など、飛び道具も多く備える。その本体は毒蜘蛛部分にあり、例えオオカミの身体が倒されても、毒蜘蛛部分が生きている限り何度でも復活が可能。人間の姿にも変身でき、獰猛ながらも頭の回転の速いのを活かし、スパイや暗殺任務を主に担当する。
過去にゴッドネロスの命を受け、彼のかつての協力者であった伊集院とその関係者の抹殺に従事しており、その生き残りを自称する怪盗レッドパンサーが現れた際には、過去の任務に対する自負から彼女を捕える任務に名乗りを上げている。ゲルドリングがメタルダーに敗れた後はアメリカにスパイとして派遣され、古賀博士の足跡を追っていた仰木信吾の動向を監視、彼が日本に帰国した際には舞諸共誘拐しようとした。
- デザインは岡本英郎が担当。背中のクモ部分が分離する点も含め、フィギュア化される想定でデザインが起こされている。

暴魂バンコーラ
甲殻類や爬虫類の特性を有するモンスター。地中潜行能力や透明化能力を持ち、口から吐き出す爆発性の液体を武器とするほか、伸縮自在の腕は切られても再生可能という特性も持つ。出撃をかけたトップガンダーとの決闘ではライフルを先に取るというルールで勝負に臨むも敗北、その後も目立った活躍のないまま強化再生されたゲルドリングと共にメタルダーに挑み、敢え無く敗れ去った。
- デザインは雨宮慶太が担当。

雄闘ガマドーン
触手状の両腕が特徴のモンスター。その触手を鞭のように使って相手を縛り上げ、電流を流し込む攻撃を得意としており、火炎放射能力も持つ。
軍団のモットーを体現したかのような、一際卑怯な性格の持ち主であるが、トップガンダーに対する言葉からも窺えるように、その卑劣さは戦いに対する意気込みの表れでもある。また仲間に対しては意外と人懐っこく、軍団のムードメーカー的存在ともなっている。かわいい女の子が好きであることを窺わせる台詞も発しており、舞を誘拐した際には彼女を口説くような素振りも見せた。
メタルダーとの初戦では敗北を喫したのみならず、口を滑らせたことでゴッドネロスの存在を彼に認識させるという失態を演じてしまった。後に強化改造を施され、腕をハサミ状に変化させられるのみならず、口と手からも粘着液を放出出来るようになった。
- デザインは雨宮慶太が担当。強化改造後のデザインも別個に描き起こされている。雨宮は格好いいキャラクターとして描いていたためセリフが関西弁であったことに驚いたといい、さらに関係者からもっと格好いいキャラクターを描いてくれと要望されるに至ったと述懐している。

爆闘士ダムネン
昆虫型モンスター。小柄ながらも格闘能力は高く、また目からは怪光線、腹からは毒ガスをそれぞれ出す他、生物への寄生能力も備える。「無念ダムネン」が口癖。
- デザインは寺田克也が担当。怪人側と同様にグネグネとした生身の改造人間のようなものを忍び込ませた、言わば「寺田版仮面ライダー」的なコンセプトで描かれている。後ろに後頭部が出っ張っているのは、普通のヘルメットではなく、主役のカッコよさを意識している。

激闘士ザケムボー
大柄なセミのような風貌のモンスター。腹から放つリング状の光線と羽を振るわせて発生する超音波、口からの溶解液を武器とする。ダムネンとつるんでいることが多く、彼とともに他の軍団員の妨害や手柄の横取りをしようとすることも多いが、大抵の場合失敗してしっぺ返しを受ける。
- デザインは雨宮慶太が担当。デザイン画集『奇怪千蛮』では、あまりの雑魚っぷりが語り草と評されている。

軽闘士ヘドグロス
軍団内でも最下級のモンスター。腕を伸ばして栄養源のヘドロを吸収できるほか、口から機械を狂わせるヘドグロスシャワーを吐き出す。また、体を液体化する能力を持つ。
力も知恵も無く、賭け事を行って金を巻き上げたりもしており、その金に対する汚さゆえにゲルドリングなど他の軍団員からも蔑視され、メタルダーとの戦いでも非協力的な態度に終始されてしまっている（ただし、この一件は軍団員集結の場でゴッドネロス直々に指名されながらウィズダムとの逢瀬ですっぽかし、モンスター軍団全体に恥をかかせてしまったという事情もある）。もっともその根底には恋人であるウィズダムとの、幸せな家庭を築くという夢があり、その夢を叶えるべく孤立無援ながらもメタルダーに挑むが、善戦空しく夢を叶えられぬまま最期を遂げた。そんなヘドグロスをメタルダーは「一人で立派に戦い、自分の夢に殉じて燃え尽きた男」と評しており、このことが後にウィズダムとヘドグロスジュニアの命を救う結果に繋がった。
- デザインは橋本満明が担当。デザイン画ではヘドグロスシャワーは口からでなく、両顎から伸びる触手の先端より放出されることが想定されていた。

その他
ウィズダム
奴隷女の一人で、ヘドグロスの恋人でもある。普段は人間の姿であるが、感情の変化によってモンスターとしての姿を表す。武器は鋭い爪だけで戦闘能力も低いが、ヘドグロスの仇を討たんとする思いは強く、ネロス帝国からの裏切り者を装いメタルダーに近づく。
ゴッドネロスも彼女の計画を利用するため、メタルダーの基地を探るという囮の作戦をガラドーらに命じており、結果としてメタルダーの信頼を得ることに成功するも、いざ襲う段になってつわりに見舞われたことで計画は失敗。加えて囮作戦をきっかけにクールギンやガラドーの恨みを買い、ガラドーらの襲撃を受けたところをメタルダーに助けられ逃げ延びるに至った。
この一件でネロス帝国の卑劣さを思い知らされると共に、味方にすら虐げられていたヘドグロスを、敵でありながらメタルダーだけが認めてくれたことに感じ入り、息子のヘドグロスジュニアがネロス帝国に与しようとした際はこれを諭している。
- デザインは雨宮慶太が担当。

ヘドグロスジュニア
ヘドグロスとウィズダムの息子で、母と同じく人間とモンスター、二つの姿を持つ。父譲りの液状化能力や、両手より伸びる鋭い爪を武器とし、風のように素早い身のこなしで戦う。また胸には隠し腕も備わっている。非力であった両親とは対照的に、雄闘であるガマドーンを手合わせで負かし、実戦では激闘士であるザケムボーを倒すほどの実力を持つ。
戦闘ロボット軍団員であるジャースの危機を救ったことで、ガルドスにその実力を買われ「雄闘の位に値する戦士」として推挙されており、ゴッドネロスからもメタルダーを倒したら雄闘の位に取立てる旨を内示されている。このような経緯に加え、その出自からモンスター軍団員からは快く思われていない。
父親の仇を取り、その夢であったネロス帝国での立身出世を果たすべくメタルダーを狙うも、彼の説得に加えネロス帝国の卑劣な振る舞いを目の当たりにした結果、ネロス帝国より離反しメタルダーと共闘。その後母であるウィズダムとともにいずこへと旅立っていった。
- デザインは雨宮慶太が担当。ヘドグロスの夢の中に出て来た赤ん坊としての姿や、人間の姿からの変身プロセスも併せて描き起こされている。

ドグギャラン
第29話に登場。野良のシェパード犬・ジョージが改造された姿で、体についた棘を回転させたり、相手に飛ばしての攻撃が可能。また、動物の野性を目覚めさせる能力を持ち、鋭い牙と高い運動能力が特徴。ジョージは生後すぐ、世話をするのが面倒になった飼い主の手で川に沈めて殺されそうになった過去を持つ。それゆえにひねくれてはいるが、清らかな心と義理堅い性格の持ち主。実際に公園で2人の少年にからかわれていた1人の少年を助けるために2人に襲いかかったり、舞の自宅に侵入して肉を盗むが、いずれの行為も決して傷付けるまではせず、肉泥棒の際には彼の事情を知ったマミーが流星を介して皆にジョージの背景を教えるための条件として、ジョージを見逃すことにしてくれた際には「助けられた借りは返す」と告げている。スプリンガーからも「近頃珍しい犬根性」と評された。ドグギャランに改造された後のメタルダーとの戦いでジョージの心を取り戻すも、ゲルドリングの溶解液により溶かされてしまう。
- デザインは篠原保が担当。後述のゴリゴンとは異なり比較的ストレートに作業が進行したものの、イメージ優先で造形時のバランスを考慮していなかったのもあり、実物の印象が違ったものとなってしまったと後に述懐している。この時の反省は後年篠原が手掛けた『世界忍者戦ジライヤ』の妖魔巨獣ゴーマや、『高速戦隊ターボレンジャー』のイヌガミボーマのデザイン作業にも活かされている。

ゴリゴン（A・B・C）
第27話に登場。ゴリゴン計画で生み出されたモンスター。合計10体製造され、うち3体が脱走しウォッガー2世の追撃を受ける。
- デザインは篠原保が担当し、参考として例示された『巨獣特捜ジャスピオン』のナマゲラスを意識したものとなっている。

ゾルグ
元暴魂。昆虫型のモンスター。二重スパイの罪により、ストーリー外でタグ兄弟により抹殺される。

強闘士バクリカー
魚と鳥の2つの頭を持つモンスター。登場予定だった軍団員の一体で、作業もデザイン段階まで進んでいたという。放映当時の書籍では、モンスター軍団員1をバクリカーとして掲載しているものもある。

### 機甲軍団
ロボット化した戦闘機や戦車などの戦闘兵器から成る軍団。世界各地での情報収集や、重要拠点や輸送機、タンカーなどの破壊工作、偵察や他軍団の後方支援、任務失敗者や反逆者の処刑など、その活動の範囲は多岐に亘る。その規模は4軍団の中でも最大で、ドランガー曰く「数と機動力が軍団の強み」であり、他の軍団とは大きく異なり、暴魂以下の軍団員は量産され号数で区別されている。また同じく暴魂以下の軍団員は頭部の兵器ユニットの脱着が可能であり、ドランガーやメガドロンも作品中で確認はできないが、玩具では脱着が再現されていた。
凱聖ドランガー
戦艦をモチーフとした重量級のロボット。全身の各部に各種発射砲門を内蔵し、また左手の盾にも五連装の速射砲を装備、一度に十数機もの戦闘機を撃墜するだけの威力を発揮する。この他にも放電攻撃も可能であり、右手の剣で近接戦闘もカバーしているなど、4軍団長の中でも最強の攻撃力を誇る。
寡黙で任務遂行を絶対とする軍人肌の性格で、軍団同士の派閥争いにも基本的に介入しないが、4軍団対抗運動会では試合展開に一喜一憂する意外な一面を見せた。反面、猪突猛進型で頭脳に劣る力押しな面もあり、前述した比類無き火力を誇りながらも、最終決戦では剣による格闘戦のみでメタルダーに挑んだ。
ゴーストバンク崩壊の後、ゴッドネロスの命に従い彼が死んだ体を装い、軍団を率いて脱出したメタルダーを待ち構えるも、激闘の末レーザーアームを2度も受けて最期を迎えた。
- デザインは森木靖泰が担当。本来のイメージとしては、番組終了時期に刊行された『B-CLUB』誌に掲載のイラストと同様、巨大ロボット然としたものであったという。

豪将メガドロン
高射砲をモチーフとした副官格のロボット。頭部のレドームや無限軌道状の足が特徴で、速射機能に優れた両肩のビーム砲を主武装とし、クロー状の腕の力も圧倒的である。基本的にゴーストバンクを動かないドランガーに代わり、前線で作戦指揮を担当することも多い。
ゴーストバンク崩壊後、ドランガーと共にメタルダーとトップガンダーを待ち受けるも、彼らが脱出に用いたゲートからの砲撃を受け、他の軍団員共々戦死を遂げた。
- デザインは森木靖泰が担当。モチーフである高射砲のイメージをストレートに盛り込んだものとなっている。

暴魂アグミス
潜水艦モチーフのマリンロボ。海中を自在に潜行し、主に偵察や攻撃に当たるが、陸上では機動力が大幅に低下するという欠点も抱えている。
銛を発射する水中銃を主武装とするほか、その全身が魚雷であることから、特攻により潜水艦やタンカーの破壊もこなす。腕力も相当のもので、ムキムキマンとフーフーチュウをまとめて軽々投げ飛ばしてみせたこともある。
作中では1号と2号が登場し、1号はメタルダー抹殺を遂行すべく海中からの特攻を試みるも失敗し爆散。2号はベーリング海で原潜撃沈という戦果を上げた他、他の軍団員と共にビックウェインの探索にも参加している。
- デザインは森木靖泰が担当。こちらもメガドロンと同様に、モチーフのイメージをそのままに盛り込んだデザインとなっている。

暴魂ダーバーボ
ミサイルをモチーフとした、全身武器のロボット。
両肩に一対ずつ設けられた2連装の大型ミサイルを始め、胸にも4門の中型ミサイル、さらに両腕に小型ミサイルを多数セットしており、軍団屈指の重爆撃能力を有する。欠点としては巨大な兵器ユニットを装着しているため、閉所では迅速な行動が取れない点が挙げられる。
最初に登場した1号は、軍団の中でも特に粗暴で好戦的な振る舞いが目立ち、怒りに任せてメタルダーに肉弾戦を挑むも、メタルダーのプラズマパンチを喰らった末、投げ飛ばされた先でデスターX1と激突して爆散。その後も同型の軍団員が登場している。
- デザインは岡本英郎が担当。全身が武器で、全弾撃ち尽くすと何もなくなってしまうというイメージで描かれている。

雄闘バーベリィ
ヘリコプターをモチーフとした飛行タイプのロボット。背中のローターによる飛行能力を持ち、ミサイルと機銃で武装している。主に偵察任務に従事しており、ゴッドネロスからも「スクラップにするには惜しい」と評されるほどの高性能ぶりを発揮する。
ゴーストバンク崩壊後、他の軍団員と共にメタルダーたちを待ち受けるも、トップガンダーの狙撃でストローブと共に撃墜された。
- デザインは岡本英郎が担当。ヘリコプターのヒーロー、かつメタルダーとも対等になるようなイメージでデザインされた。

激闘士ストローブ
ジェット戦闘機モチーフのロボット。マッハの飛行能力を持ち、バーベリィと共に空中戦の主力と位置付けられている。
飛行時に伸縮する主翼にはミサイルを計2門装備、この他にもレーザー砲を搭載している。重量級の軍団員を抱えての飛行も可能で、その性能は4軍団対抗の運動会でも発揮された。
- デザインは岡本英郎が担当。

烈闘士ブルチェック
戦車をモチーフとした陸戦専用ロボット。野営戦に強く、また荒地や砂漠でも行動可能で、主に中東の石油基地の破壊任務に従事する。一方で重量級で機動力に乏しく、水中に落ちると浮き上がれないという難点も抱える。
頭部前面には70ミリ戦車砲、側面には機関砲を3基装備。右腕にも速射砲を搭載しており、同じ陸戦仕様のダーバーボと協力することが多い。
1号は動物を愛する情緒を備えており、デスターX1のデモンストレーションに仔犬が迷い込んだ際、これを囮に用いようとするメガドロンに異論を唱え、重傷を負いながらも地雷原の爆発から身を挺して救ってみせた。
- デザインは岡本英郎が担当。デザイン画稿では作中とは異なり、黄褐色を基調としたカラーリングとなっている。

その他
グルーゾー
元烈闘士でモチーフは機雷。逃亡の罪により、ストーリー外でタグ兄弟によって抹殺される。

### その他軍団員
劇中、名称不明の軍団員も数多く登場している。
- 一般軽闘士：両刃の剣を武器に戦う、いわゆる戦闘員。その姿は全員共通したものであるが、所属する軍団ごとに人間やロボットなどの違いがある。ゴーストバンクではヘドグロスと賭け事をしたり[ep 16]、ラプソディの出世に抗議する姿も見られた[ep 8]。
  - 軽闘士見習い・時田（第25、26話）：ゴーストバンクからの脱走者。金目当てでネロスに属するも、故郷の山梨にいる母が病気になったことを知って脱走し、流星たちに助けられる。流星たちの協力で故郷に向かうも、実際はメタルダー抹殺のために裏切ったふりをしていただけだった。しかし、心の底では罪悪感を抱いており、怪我を負っているにもかかわらず、自らの血を八荒に輸血した。ネロスに捕らわれていた母もメタルダーたちに助けられ、再会を果たせた。
  - 軽闘士（第23話）：頭部が大砲になっている軽闘士。運動会に登場。
- ヨロイ軍団員1（第8話）：アームリーと同型の軍団員。合同演習に参加せず、ゴーストバンク内でとぐろを巻いていた。
- ヨロイ軍団員2（第11話）：ビックウェインの過去の戦闘シーンに登場。武器は青龍刀。
- ヨロイ軍団員3（第32話）：赤いヨロイに身にまとった軍団員。着ぐるみはロビンケンを改造したもの。[要出典]
- 戦闘ロボット軍団員1（第5話）：雄闘時代のトップガンダーの親友。彼の手柄を横取りしようとしたため返り討ちにされた。デザインはクラウドが担当、作中では使われなかったが専用の銃もデザインされていた[70]。
- 戦闘ロボット軍団員2（第11話）：ロブルと同型の戦闘ロボット。
- ロボット人間（第18話）：ザーゲンと協力してメタルダーを罠にかけた。
- 夢（）（第31話）：少女の姿をした自爆ロボットで、流星が瞬転すると同時に自爆する機能が付いている。流星を油断させるために組み込まれた人間の心の回路が、流星との交流によって自爆への拒絶反応を起こすようになり、流星への想いから心の回路がオーバーヒートを起こして爆発した。しかし、心の回路が奇跡的に無事だったため、新たに作られた同型のボディに移し変えられて復活すると、ラプソディの住む遊園地で暮らすようになった。
- 監視ロボット（第31話）：夢を監視していたロボット人間。サングラスの下はロボットの目となっている。流星との戦いで敗れる。
- にせトップガンダー（第33話）：トップガンダーと同型だが、性能ははるかに劣る。捕らわれたトップガンダーのふりをして助けに来たメタルダーを襲うも、本物のトップガンダーが手にしたクロスランダーの銃で撃たれて敗れた。
- モンスター軍団員1（第1話他）：植物型モンスター。着ぐるみは『時空戦士スピルバン』のツターラを改造したもの。[要出典]
- モンスター軍団員2 ：パブリシティー・スチルでゴーストバンク内に姿を確認できる。
- モンスター軍団員3（第10話）：ゾルグによく似たモンスター。地下通路にいた。
- モンスター軍団員4（第11話）：ビッグウェインの過去の戦闘シーンに登場。
- モンスター軍団員5：LD-BOXのボックスアート用に、篠原保が新規に書き下ろしたもの。翼や足の鉤爪など、鳥類のような特徴を備える[84]。
- ネコモンスター（第29話）：野良猫が姿を変えた実験用のモンスター。野生の心より家畜の心が勝っていたため、失敗作の烙印を押され、ゴッドネロスの手で消滅させられた。
- 軍団員1：ロボット型軍団員。着ぐるみは『スピルバン』のバイカーを改造したもの。[要出典]
- 軍団員2：着ぐるみは『スピルバン』のカーミラーを改造したもの。[要出典]
- 軍団員3：着ぐるみは『スピルバン』のディスクを改造したもの。[要出典]
- 軍団員4：ロボット型軍団員。着ぐるみは『スピルバン』のワルサーを改造したもの。[要出典]
- 謎の軍団員：設定・イラストのみで本編には登場しなかった軍団員で、フードを被った姿をしている。当時の一部の著作[要文献特定詳細情報]ではゴッドネロスに黒幕がいるような節があったが、彼らとの関係にまでは言及されていない。

### ネロス帝国のメカニック
ゴーストバンク
帝国の中枢である秘密基地。普段はハイテクビルの地下に存在し、自由に移動することも可能。
帝王の玉座が設けられた大広間には4軍団が結集し、作戦実行者の選抜戦を行う闘技場も兼ねている。この大広間を取り巻くように設けられた多数のゲートは各軍団員に与えられており、これを通じてゴーストバンクと地上とを自在に行き来する。
この他、広大な内部には各軍団の詰所を始め、戦闘ロボット軍団の整備・修理工場、モンスター軍団のバイオ研究室、人質や処罰対象者を監禁する房、軍団員の私室などが存在する。
- 玉座や大広間、各ゲートのデザインはバンダイが担当。

ミラージュハシャ
ヨロイ軍団専用のサイドカー。
- デザインは岡本英郎が担当。

サーキュラダー
戦闘ロボット軍団専用のバイク。バルカンやミサイルを装備する。
- デザインは岡本英郎が担当。映画『スペースハンター』に登場するビークルをイメージしている。

キャプトロン
モンスター軍団専用のバイク。第1話ではクールギンも使用している。
- デザインは岡本英郎が担当。

ドライガン
各軍団に配備されている戦闘用ジープ。出撃する際には、それぞれの軍団旗を掲げる。

ダークガンキャリー
各軍団に配備されている戦闘用ワゴン車。主に兵員の移送に用いられる。
- 以上の2台とも、デザインはバンダイの大石一雄が担当。

デスターX1
第20話に登場。ネロス帝国が新たに開発した自走ロボット砲。右腕にロケットランチャー、左腕にレーザー砲を装備。高感度の熱センサーで正確かつ素早い射撃を可能とする。
デモンストレーションでは臨席していた死の商人たちを感嘆させ、実戦でも高精度の射撃によりメタルダーすら容易に近付けさせぬなど、並外れた実力を発揮するものの、八荒が囮になったことでメタルダーの接近を許してしまい、手刀で首をへし折られた後投げ飛ばされたダーバーボと激突して破壊された。
- デザインは雨宮慶太が担当。

## キャスト
- 剣流星 / メタルダー、古賀竜夫：妹尾洸（のぞく第11話）[注釈 27]
- 仰木舞：青田浩子（第2 - 10、12 - 24、26 - 39話）
- 北八荒：河合宏（第16 - 39話）
- ヨロイ軍団中闘士ムキムキマン：ムキムキマン（第1 - 8話）
- ヨロイ軍団中闘士フーフーチュウ：花嵐（第1 - 8話）
- 美人秘書K：美津井祐子（第1 - 37話）
- 美人秘書S：山本恵美子（第1 - 37話）
- 仰木信吾：有川博（第34 - 39話）
- 桐原剛造：藤堂新二（第1 - 4、18、34、35、39話）

### 声の出演
モンスター軍団軽闘士ヘドグロスの吹き替えは、西川幾雄が担当したと「ぷろだくしょんバオバブ」の関係者が証言。なお、ビデオ版の裏ジャケットのキャスト欄や『宇宙船別冊 超人機メタルダー』には龍田直樹と表記されている。
各ストーリーで台詞が一言のみの場合は、本来の役以外の声優があてることがあった。例えば、第8話ではガラドーを飯塚昭三、バンコーラを依田英助が担当しているが、初期の数話ではバルスキーやクールギンの声を飯田道郎が担当していた。依田は、自身や飯塚が主に軍団長を担当し、合間に二言三言の軍団員を兼ねるという予定であったが、軍団員の出番が多くなりローテーションが組めなくなったと証言しており、飯塚もスケジュールの都合などでやむを得なかったと述べている。
- メタルダー：飯田道郎[注釈 28]
- スプリンガー：林家源平
- ゴッドネロス：渡部猛
- ヨロイ軍団
  - 軍団長 凱聖クールギン：森篤夫、飯田道郎（第5、6話）
  - 豪将タグスキー、暴魂チューボ、暴魂ヒドーマン：依田英助
  - 豪将タグスロン、雄闘バーロック：桑原たけし
  - 雄闘ウォッガー：飯塚昭三
  - 雄闘ウォッガーII世：依田英助、広森信吾（第37話）
  - 爆闘士ガラドー：桑原たけし、渡部猛（第24話）、西尾徳（第33話）
  - 爆闘士ロビンケン：木場剛
  - 激闘士ジャムネ：渡部猛
  - 激闘士ベンK：西尾徳
- 戦闘ロボット軍団
  - 軍団長 凱聖バルスキー：桑原たけし、飯田道郎（第3、4話）
  - 豪将ガルドス：渡部猛（第6話）、飯塚昭三
  - 暴魂トップガンダー、軽闘士ブルキッド：森篤夫
  - 暴魂クロスランダー：木場剛、渡部猛（第38話）
  - 雄闘ジャース：依田英助、木場剛（第33話）
  - 爆闘士ゴチャック：飯塚昭三、依田英助（第16話）、西尾徳（第36話）
  - 激闘士ゲバローズ：飯田道郎、森篤夫、広森信吾（第36話）
  - 烈闘士ザーゲン：飯塚昭三、西尾徳（第3話）
  - 烈闘士ラプソディ：丸山詠二
  - 軽闘士ゴブリット：渡部猛、西尾徳（第23話）
  - 軽闘士デデモス：桑原たけし
  - 元豪将ビックウェイン：大宮悌二、西尾徳（第38話）
- モンスター軍団
  - 軍団長 凱聖ゲルドリング：依田英助
  - 豪将ブライデイ：渡部猛、依田英助
  - 暴魂バンコーラ：森篤夫、岸野一彦（第35話）
  - 雄闘ガマドーン：西尾徳、渡部猛（第5話）
  - 爆闘士ダムネン：渡部猛
  - 激闘士ザケムボー：森篤夫（第15話）
  - 軽闘士ヘドグロス：西川幾雄
- 機甲軍団
  - 軍団長 凱聖ドランガー、暴魂アグミス1号、烈闘士ブルチェック：飯塚昭三
  - 豪将メガドロン：依田英助、飯塚昭三（第3話）
  - 暴魂アグミス2号：西尾徳、飯田道郎（第23話）
  - 暴魂ダーバーボ：桑原たけし
  - 雄闘バーベリィ：桑原たけし、飯田道郎（第3話）
  - 激闘士ストローブ：依田英助、渡部猛（第1話）、森篤夫
- ナレーター：政宗一成

### スーツアクター
- メタルダー[95][96]：山田一善
- メタルダー（アップ）[97]：金田憲明
- トップガンダー[20]：釼持誠
- ドランガー[20]、トップガンダー（後半）[20]：石垣広文
- ゲルドリング[98]：清家利一
- その他：大道寺俊典[99]、岡元次郎[注釈 29]

### 主なゲスト
※参考文献：『宇宙船別冊 超人機メタルダー』、『宇宙船』vol.41（1988年4月号）
- 古賀竜一郎：上原謙（1話）
- 少年：山中一希（3話）
- 田中太郎：草野康太（7話）
- 田中次郎：斉藤盛次（7話）
- 太田博士：新井量大（8話）
- バーロック：山田一善（8話）
- ウィズダム：蝦名由紀子（9、12、15話）
- 田所民夫：伊藤敏孝（13話）
- 田所房子：伊東景衣子（13話）
- 田所正一：橋本巧（13話）
- ユリコ / マドンナ：茂野幸子（14話）
- ミツコ：佐藤由紀絵（14話）
- ヘドグロスJr.：卯木浩二（15話）
- ロボット人間：林健樹（18話）
- 宮脇マリコ：中條雅美（19話）
- 宮脇平吉：水森コウ太（19話）
- 宮脇道子：石田純子（19話）
- ミチ：土井千恵子（20話）
- 達夫：秋沢秀介（20話）
- 村木博士：三木敏彦（21話）
- 村木蛍子：濱島夏子（21話）
- 麗花：金剛寺美樹（22話）
- 赤いイルカのリーダー：谷口誠治（22話）
- レッドドルフィン：レッドドルフィンズ（22話）
- タケシ：山下大輔（23話）
- タケシの友人：丸典膳カイ（23話）
- 引田天功：引田天功（24話）
- アシスタント：沢村翔一（24話）
- 時田：井田弘樹（25、26話）
- 時田の母：久松夕子（25、26話）
- ジャック電撃応援団（25、26話）
  - 卓治：大葉健二
  - マスター：春田純一
  - 哲也：渡洋史
  - 徹：山田一善
  - 美樹：澄川真琴
  - リサ：田中澄子
- 川本ユキ：神谷恵美（27話）
- ユキの父：有馬光貴（27話）
- レッドパンサー：松岡知重（28話）
- 伊集院唯：神田亜矢子（28話）
- ブライディ：加世幸市（28話）
- 夢：中川彩（31話）
- 友和：武田佑介（32話）
- 友和の父：葦波翔（32話）
- 友和の母：阿部千江子（32話）
- 老人：幸田宗丸（32話）
- 村木國夫：飯田道郎（35話）

## スタッフ
脚本面では、それまでメインライターを務めていた上原正三に代わり、高久進を中心に藤井邦夫や扇澤延男などが脇を固める布陣となった。また演出面では、パイロット監督を務めた小笠原猛を始め前作までの演出陣が多く続投した一方、新たに三ツ村鐵治が参加し、その後の作品でも演出陣の主力の1人としてメタルヒーローシリーズを支えた。アクション演出は金田治が同時期に制作された『胸キュン刑事』を担当していたため、代わって西本良治郎が担当した。
劇中音楽には前作まで担当の渡辺宙明に代わり、横山菁児が起用された。後年の『特警ウインスペクター』で本作品用に作曲された劇伴の数々が再び選曲されており、別作品のメイン楽曲の一部として起用されるという稀有な例となっている。
日笠淳プロデューサーがサブプロデューサーからメインに昇格した作品でもあり、次回予告の「こいつはすごいぜ！」という締めの台詞は彼の発案による。
音響効果は、前作『時空戦士スピルバン』のフィズサウンドに代わり、本作品では大泉音映が再度担当。この年より参加した大野義彦の担当によるSE（爆発音など）が新たに使用されている。

### デザイン関連
本作品には、前作よりも多種多様な顔ぶれがキャラクターデザイナーとして参加しており、このうちエンディングでは前作より続投となる雨宮慶太の名前のみがクレジットされているが、DVD-BOXの付録ブックレットには「バンダイから持ち込まれた大量の軍団員のデザインに、雨宮さんが付け足して…」といった旨の記述もあるほか、『B-CLUB』No.15での記事内には「キャラクターデザインは、森木靖泰。この他に雨宮慶太、岡本英郎も参加している」と明記されているなど、基本的には後述の2つのラインの元で本作品のデザイン作業は進められていった。
まずバンダイ側のデザイナーとして、四凱聖や機甲軍団員など主に商品化前提のキャラクターを中心に、森木靖泰と岡本英郎がデザインを担当。森木によれば当初自身が代表のような形となっていた別のヒーロー作品の企画が二転三転する中で、村上克司とともに本作品の企画を持ってきたポピーの森島隆之から、「のっけから10体くらいのフィギュアを玩具屋に並べたい」と告げられたと後に述懐しており、またこのようなフィギュアを商品展開のメインに持ってくる企画は、バンダイ的にも本作品が初めての試みではなかったのではないかとも語っている。
それら商品化前提のキャラクターだけでは不足気味なボリューム感を補うため、他のレギュラーキャラクターや各回のゲストキャラクターは、前作より続投となる雨宮慶太や、彼と縁のあった寺田克也などのデザイナーが手がけている。後に数々の東映特撮作品のキャラクターデザインを手がける篠原保も、本作品には雨宮の伝手でヘルプという形で参加しており、これがキャラクターデザイナーとしてのデビュー作となった。
- プロデューサー：吉川進、折田至、日笠淳（東映）
- テレビ朝日プロデューサー：碓氷夕焼（1 - 4話）、小関明（1 - 25話）、宇都宮恭三（26話 -）
- 原作：八手三郎
- 連載：テレビマガジン、おともだち、たのしい幼稚園、テレビランド
- 脚本：高久進、山崎晴哉、掛札昌裕、藤井邦夫、上原正三、扇澤延男、中原朗、柳川茂
- 音楽：横山菁児
- 演奏：新日本フィルハーモニー交響楽団
- 指揮：熊谷弘
- アクション監督：西本良治郎（ジャパン・アクション・クラブ）
- 監督：小笠原猛、冨田義治、折田至、伊藤寿浩、小西通雄、三ツ村鐵治
- 撮影：瀬尾脩、小泉貴一、工藤矩雄
- 照明：吉岡伝吉
- 美術：河村寅次郎
- キャラクターデザイン：雨宮慶太、森木靖泰、岡本英郎、寺田克也、橋本満明、篠原保、阿久津潤一
- 録音：太田克己
- 編集：菅野順吉
- 選曲：村田好次
- 効果：大泉音映
- 計測：小泉貴一、小林啓二、斉藤健、窪田尚、望月真寿夫
- 操演：羽鳥博幸
- 記録：栗原節子、内藤美子、天池芳美
- イラスト：野口竜、薄永俊之、赤坂徹朗、メルファン
- 助監督：伊藤寿浩、三ツ村鐵治、砂川浩二、岩清水昌弘、道木広志、石田秀範、田﨑竜太
- 進行主任：下窪信一、塚本幸雄、山口武、小迫進、林三津良、松本洋二、野口賢一
- 制作担当：沼尾和典
- 制作デスク：服部栄子
- 企画協力：企画者104
- 装置：東映美術センター
- 美粧：サン・メイク
- 衣裳：東京衣裳
- 装飾：大晃商会
- キャラクター制作：レインボー造型企画、前沢範
- 合成：チャンネル16
- 現像：東映化学
- 車輌協力：MAZDA、スズキ自動車
- ビデオ合成：東通ecgシステム（近藤弘志、前岡良徹、鈴木康夫、久保一昭）
- 資料提供：科学技術館
- (株)特撮研究所
  - 操演：鈴木昶、尾上克郎
  - 撮影：高橋政千
  - 照明：加藤純弘
  - 美術：三池敏夫
- 特撮監督：矢島信男
- 制作：テレビ朝日、東映、旭通信社

## 主題歌・挿入歌
オープニングテーマ「君の青春は輝いているか」
作詞：ジェームス三木 / 作曲：三木たかし / 編曲：田中公平 / 歌：佐々木功
- 本編内では第4、7、12、15〜22、24、29〜31、37、38話、劇場版で歌唱版、第1〜7、9、10、12～14、18、24、25、33、34、39話でインストゥルメンタル版、第8、11、15、21、22、27、31、36、38話、劇場版で前後奏が使用された。

エンディングテーマ「タイムリミット」
作詞：ジェームス三木 / 作曲：三木たかし / 編曲：田中公平 / 歌：水木一郎、こおろぎ'73
- 本編内では第18、26、33、34話、劇場版で歌唱版、第2、5、6、10、11、16、17、19、23、36話でインストゥルメンタル版が使用された。

挿入歌
「瞬転！夢の戦士」（第20、25、27、28、30、32、34、35、38話）
作詞：真弓尚 / 作曲：武市昌久 / 編曲：高橋洋一 / 歌：水木一郎
- 第21、24、39話ではインストゥルメンタル版、第37話では前後奏のみが使用された。

「ボルテージ・アップ」（第21話）
作詞：渋谷利秀 / 作曲：根岸孝旨 / 編曲：高橋洋一 / 歌：茅弘二
「ネロス帝国4軍団」（第23話）
作詞：企画者104 / 作曲・編曲：田中公平 / 歌：こおろぎ'73
- 第23話ではインストゥルメンタル版と併用され、第27、33話ではインストゥルメンタル版のみが使用された。

「一瞬のチャンス」
作詞：渋谷利秀 / 作曲：武市昌久 / 編曲：高橋洋一 / 歌：水木一郎
- 第25、28話ではインストゥルメンタル版、第30話では前後奏のみが使用された。

「ダッシュ！サイドファントム」（第27、30、33話）
作詞：八手三郎 / 作曲：根岸孝旨 / 編曲：高橋洋一 / 歌：茅弘二
「ファイティングシュートだ！メタルダー」
作詞：藤井邦夫 / 作曲：小杉保夫 / 編曲：田中公平 / 歌：茅弘二
「ネバーギブアップ」（第38、39話）
作詞：ジェームス三木 / 作曲：三木たかし / 編曲：石田かつのり / 歌：茅弘二
「星からの手紙」（第39話）
作詞：ジェームス三木 / 作曲：小杉保夫 / 編曲：石田かつのり / 歌：ダ・カーポ

## 放送日程
| 放送日         | 放送回 | サブタイトル                               | 主要軍団員 | 脚本     | 監督            |
| -------------- | ------ | ------------------------------------------ | --- | -------- | --------------- |
| 1987年03月16日 | 1      | 急げ！百鬼魔界へ                           | - 凱聖クールギン - 中闘士ムキムキマン - 中闘士フーフーチュウ - 暴魂チューボ - 雄闘ウォッガー - 激闘士ザケムボー - 激闘士ゲバローズ - 暴魂ダーバーボ - 激闘士ストローブ - 烈闘士ブルチェック                                                                   | 高久進   | 小笠原猛        |
| 3月23日        | 2      | 余は神・ネロスなり                         | - 雄闘バーベリィ - 爆闘士ゴチャック - 爆闘士ダムネン | 高久進   | 小笠原猛        |
| 4月06日        | 3      | 野兎への愛にハンマー男ベンKが涙する        | - 激闘士ベンK - 激闘士ゲバローズ | 高久進   | 冨田義治        |
| 4月13日        | 4      | 魚雷アグミス対海軍少尉メタルダー           | - 暴魂チューボ - 暴魂トップガンダー - 暴魂アグミス - 雄闘ガマドーン | 高久進   | 冨田義治        |
| 4月20日        | 5      | 耐える！百発百中のガンプレイ               | - 暴魂トップガンダー - 爆闘士ダムネン - 激闘士ザケムボー - 暴魂バンコーラ | 高久進   | 折田至 小笠原猛 |
| 4月27日        | 6      | 怒る！ヘビー級王者ガルドスをKOせよ         | - 豪将ガルドス - 暴魂バンコーラ - 爆闘士ダムネン - 豪将ブライディ - 激闘士ザケムボー - 暴魂トップガンダー - 凱聖バルスキー | 高久進   | 折田至 小笠原猛 |
| 5月04日        | 7      | ゴールを決めろ！タグ兄弟との炎の決闘       | - 豪将タグスキー - 豪将タグスロン | 山崎晴哉 | 冨田義治        |
| 5月11日        | 8      | さらばバーロック！鉄仮面の秘密             | - 雄闘バーロック - 軽闘士ヘドグロス - 激闘士ザケムボー - 爆闘士ダムネン - 激闘士ジャムネ - 中闘士ムキムキマン - 中闘士フーフーチュウ | 掛札昌裕 | 冨田義治        |
| 5月18日        | 9      | 夢みるモンスター！十字砲火の恋人たち       | - 軽闘士ヘドグロス - 暴魂ダーバーボ - 烈闘士ブルチェック - ウィズダム | 藤井邦夫 | 伊藤寿浩        |
| 5月25日        | 10     | 超絶技！名曲ロボットのバイオリン攻撃       | - 烈闘士ラプソディ - 豪将タグスキー - 豪将タグスロン - 暴魂ダーバーボ | 上原正三 | 伊藤寿浩        |
| 6月01日        | 11     | 勇者の追撃！天空にそそりたつ巨人!!         | - 元豪将ビックウェイン - 爆闘士ゴチャック - 軽闘士ブルキッド - 凱聖バルスキー - 雄闘ジャース | 扇澤延男 | 小西通雄        |
| 6月08日        | 12     | 愛しのモンスター・包囲する忍者たち！       | - 爆闘士ガラドー - ウィズダム - 軽闘士影 | 藤井邦夫 | 小西通雄        |
| 6月15日        | 13     | 危機一髪！親と子が愛をもどす海猫の村       | - 暴魂ヒドーマン - 元激闘士ベンK - 軽闘士影 | 高久進   | 冨田義治        |
| 6月22日        | 14     | 妹よ生きて！哀しみの女戦士マドンナ         | - 雄闘ウォッガー - 軽闘士見習いマドンナ - 爆闘士ロビンケン - 激闘士ジャムネ | 中原朗   | 冨田義治        |
| 6月29日        | 15     | 翔くモンスター・息子よ、母の願いを！       | - ヘドグロスジュニア - ウィズダム - 雄闘ジャース - 雄闘ガマドーン - 爆闘士ダムネン - 豪将ブライディ - 激闘士ザケムボー - 豪将ガルドス - 爆闘士ガラドー | 藤井邦夫 | 三ツ村鐵治      |
| 7月06日        | 16     | 恋のライバルはバリバリ爆走族               | - 暴魂クロスランダー - 軽闘士デデモス - 軽闘士ゴブリット | 高久進   | 三ツ村鐵治      |
| 7月13日        | 17     | 危うし舞！走る独眼竜トップガンダー         | - 暴魂クロスランダー - 雄闘ガマドーン - 軽闘士デデモス - 軽闘士ゴブリット | 高久進   | 伊藤寿浩        |
| 7月20日        | 18     | 舞の秘密情報・プールサイドの罠             | - 烈闘士ザーゲン - ロボット人間 | 高久進   | 伊藤寿浩        |
| 7月27日        | 19     | 夏休みはゴーストバンクへ冒険ツアー         | - 暴魂チューボ - 音楽ロボット・ラプソディ - 凱聖クールギン - 凱聖ドランガー - 爆闘士ダムネン - 爆闘士ロビンケン - 暴魂バンコーラ - 激闘士ゲバローズ - 爆闘士ガラドー - 爆闘士ゴチャック - 軽闘士ゴブリット - 強闘士ローテール                                 | 高久進   | 小笠原猛        |
| 8月17日        | 20     | ターゲットは仔犬？火をふく機甲軍団         | - 豪将メガドロン - 暴魂ダーバーボ - 烈闘士ブルチェック - 凱聖ドランガー - デスターX1 | 高久進   | 三ツ村鐵治      |
| 8月24日        | 21     | 大都会ミステリー・ホタルを呼ぶ美少女       | - 激闘士ジャムネ - 人工ボタル | 高久進   | 三ツ村鐵治      |
| 8月31日        | 22     | 空飛ぶローラー！赤いイルカの襲撃           | - 雄闘ジャース - 赤いイルカ - 軽闘士ゴブリット - 激闘士ゲバローズ - 軽闘士デデモス | 高久進   | 伊藤寿浩        |
| 9月07日        | 23     | トップは誰だ?! ピンからキリの大運動会      | - 爆闘士ロビンケン - 激闘士ストローブ - 豪将メガドロン - 暴魂アグミス - 烈闘士ブルチェック - 豪将タグスロン - 暴魂クロスランダー - 軽闘士ゴブリット - 軽闘士デデモス - 激闘士ゲバローズ - 爆闘士ダムネン - 暴魂バンコーラ - 豪将ブライディ - 凱聖ゲルドリング | 中原朗   | 伊藤寿浩        |
| 9月14日        | 24     | プリンセス天功VSガラドーの魔術合戦         | - 爆闘士ガラドー | 高久進   | 小笠原猛        |
| 10月04日       | 25     | とびだせ！ジャック電撃応援団               | - 豪将タグスロン - 凱聖クールギン | 高久進   | 三ツ村鐵治      |
| 10月11日       | 26     | ぶっちぎり！炎のジャック野郎               | - 凱聖クールギン - 豪将タグスキー | 高久進   | 三ツ村鐵治      |
| 10月18日       | 27     | 助けて！愛しのゴリちゃん逃亡日記           | - 雄闘ウォッガーII世 - ゴリゴン | 扇澤延男 | 小笠原猛        |
| 10月25日       | 28     | 可愛い盗賊・きらめくダイヤに乙女の願いを！ | - 豪将ブライディ | 藤井邦夫 | 伊藤寿浩        |
| 11月01日       | 29     | ある哀しいのら犬の物語                     | - ドグギャラン - 凱聖ゲルドリング | 中原朗   | 伊藤寿浩        |
| 11月08日       | 30     | 守れ！秘密基地                             | - 豪将ガルドス - 暴魂クロスランダー - 軽闘士ゴブリット - 軽闘士デデモス | 高久進   | 小笠原猛        |
| 11月15日       | 31     | 瞬転を狙え！愛を夢みる少女                 | - 凱聖バルスキー - 少女ロボット・夢 | 藤井邦夫 | 小笠原猛        |
| 11月22日       | 32     | 百年美人伝説                               | - 凱聖ゲルドリング - 豪将ブライディ - 爆闘士ダムネン | 柳川茂   | 三ツ村鐵治      |
| 11月29日       | 33     | 大包囲網 熱き友情の脱出                    | - 暴魂クロスランダー - 暴魂チューボ - 爆闘士ガラドー - 激闘士ジャムネ - 雄闘ジャース - 暴魂バンコーラ - 豪将ブライディ - 軽闘士ゴブリット - 軽闘士デデモス | 高久進   | 三ツ村鐵治      |
| 12月06日       | 34     | 千の顔を持つ帝王・ネロス                   | - 凱聖クールギン - 豪将ブライディ | 高久進   | 伊藤寿浩        |
| 12月13日       | 35     | 帝王・ネロスの正体は？                     | - 凱聖ゲルドリング - 暴魂バンコーラ - 軽闘士ゴブリット - 軽闘士デデモス - 凱聖クールギン | 高久進   | 伊藤寿浩        |
| 12月20日       | 36     | 大反撃！戦闘ロボット軍団                   | - 凱聖バルスキー - 雄闘ジャース - 爆闘士ゴチャック - 激闘士ゲバローズ - 強闘士ローテール - 仰木タグスキー - 雄闘ウォッガー - 爆闘士ガラドー - 激闘士ジャムネ - 凱聖ドランガー                                                                                 | 高久進   | 小笠原猛        |
| 12月27日       | 37     | 大崩壊！ネロス帝国                         | - 帝王ゴッドネロス - 凱聖クールギン - 凱聖ドランガー - 暴魂チューボ - 豪将メガドロン - 暴魂アグミス - 雄闘バーベリィ - 激闘士ストローブ - 烈闘士ブルチェック                                                                                                  | 高久進   | 小笠原猛        |
| 1988年01月10日 | 38     | 大逆襲！愛と憎しみの荒野                   | - 凱聖バルスキー - 強闘士ローテール - ネロスクールギン | 藤井邦夫 | 三ツ村鐵治      |
| 1月17日        | 39     | 大決戦！メタルダーよ永遠に                 | - 帝王ゴッドネロス - 亡霊ヨロイ軍団員 | 藤井邦夫 | 三ツ村鐵治      |

## 放映ネット局
| 放送対象地域  | 放送局             | 系列                                         | 備考               |
| ------------- | ------------------ | -------------------------------------------- | ------------------ |
| 関東広域圏    | テレビ朝日         | テレビ朝日系列                               | 制作局             |
| 北海道        | 北海道テレビ       | テレビ朝日系列                               |                    |
| 青森県        | 青森放送           | 日本テレビ系列                               |                    |
| 岩手県        | 岩手放送           | TBS系列                                      |                    |
| 宮城県        | 東日本放送         | テレビ朝日系列                               |                    |
| 秋田県        | 秋田放送           | 日本テレビ系列                               |                    |
| 山形県        | 山形放送           | 日本テレビ系列                               |                    |
| 福島県        | 福島放送           | テレビ朝日系列                               |                    |
| 新潟県        | 新潟テレビ21       | テレビ朝日系列                               |                    |
| 長野県        | テレビ信州         | 日本テレビ系列                               |                    |
| 山梨県        | テレビ山梨         | TBS系列                                      |                    |
| 静岡県        | 静岡けんみんテレビ | テレビ朝日系列                               |                    |
| 石川県        | 石川テレビ         | フジテレビ系列                               |                    |
| 福井県        | 福井放送           | 日本テレビ系列 テレビ朝日系列                |                    |
| 中京広域圏    | 名古屋テレビ       | テレビ朝日系列                               |                    |
| 近畿広域圏    | 朝日放送           | テレビ朝日系列                               |                    |
| 島根県 鳥取県 | 山陰放送           | TBS系列                                      |                    |
| 広島県        | 広島ホームテレビ   | テレビ朝日系列                               |                    |
| 山口県        | 山口放送           | 日本テレビ系列                               |                    |
| 香川県 岡山県 | 瀬戸内海放送       | テレビ朝日系列                               |                    |
| 愛媛県        | テレビ愛媛         | フジテレビ系列                               |                    |
| 高知県        | テレビ高知         | TBS系列                                      |                    |
| 徳島県        | 四国放送           | 日本テレビ系列                               |                    |
| 福岡県        | 九州朝日放送       | テレビ朝日系列                               |                    |
| 長崎県        | 長崎放送           | TBS系列                                      | 本放送終了後に放送 |
| 熊本県        | テレビ熊本         | フジテレビ系列                               |                    |
| 大分県        | テレビ大分         | 日本テレビ系列 フジテレビ系列                |                    |
| 宮崎県        | テレビ宮崎         | フジテレビ系列 日本テレビ系列 テレビ朝日系列 |                    |
| 鹿児島県      | 鹿児島放送         | テレビ朝日系列                               |                    |

## 劇場版
テレビ版と同タイトルで、東映まんがまつりの一編として1987年7月18日に公開された。メタルヒーローシリーズ作品の映画化は『宇宙刑事シャイダー』以来3年ぶり。
脚本は高久進、監督は冨田義治。北八荒が登場せず、ザケムボーが生きていることから、時系列的には第14話と第15話の間に位置する。主要軍団員として、豪将タグスキーと豪将タグスロンが登場する。
「超人機メタルダー DVD-BOX」および「超人機メタルダー VOL.4」の映像特典や、2007年12月7日発売の「東映特撮ヒーロー THE MOVIE BOX」および2009年11月21日の「東映特撮ヒーロー THE MOVIE Vol. 6」に収録されている。

## 関連商品
映像ソフト
いずれも東映ビデオからの発売。
ビデオ（VHS、セル・レンタル共通）が1991年1月から1992年9月にかけてリリースされ、7巻・第21話までがソフト化された。シリーズ途中までという、中途半端な形でのリリースとなったのは本作品の人気の度合いとは関係なく、当時の東映ビデオの方針転換によるものであり、同時期にビデオソフトがリリースされていた『宇宙刑事シャイダー』や『巨獣特捜ジャスピオン』なども同様に途中でリリースが打ち切られている。旧作のリリースを途中で打ち切った代わりに、新作である『鳥人戦隊ジェットマン』のリリースが開始された。
1996年7月21日から10月21日にかけて、全話収録のLD-BOX（全2巻）が発売された。このLD-BOXでは、前述の通り篠原保によるオリジナルのモンスター軍団員が新たに書き下ろされている。
2007年2月21日に全話収録のDVD-BOXが発売された。収録されている「新番組予告」は、前作『時空戦士スピルバン』最終回予告の後に放送された15秒バージョンである。この他に新番組予告は30秒バージョンが2つ存在し、1つは『スピルバン』の最終回で放送され、もう1つはテレビスポットCMとして放送された。また、篠原保がLD-BOXに引き続きジャケットのCGイラストを手がけている。
2008年12月5日から 2009年3月21日にかけて単品のDVDが発売された。全4巻の各2枚組で各巻11話（Vol.4のみ1枚・6話）収録。次作『世界忍者戦ジライヤ』と同時期に発売された。DVDのジャケットに主役であるメタルダーではなくネロス帝国の軍団員のみが描かれているという異色のものである。
DVDシリーズ発売予告のポスターには、経年劣化によって朽ちたかのようなメタルダーとスプリンガーが描かれていた。
音盤
本放送当時、劇伴はその一部が「交響組曲 超人機メタルダー」という形でCDとレコードが同時発売されており、後に「ANIMEX1200」シリーズで再発売されている。また、これとは別に当時コロムビアより展開されていた「復活!栄光の東映ヒーロー」シリーズのVol.2にも、交響組曲には未収録であった一部の劇伴が収録されている。
2007年のDVD-BOXの発売に合わせ、これまでの未収録分も含め劇中で使用されたほぼ全ての劇伴を収録した「超人機メタルダー オリジナル・サウンドトラック」がリリースされた。「交響組曲」はステレオ音源での収録であったのに対し、「オリジナル・サウンドトラック」は劇中音楽の一部の劇伴を除く大半の楽曲が、モノラルによる編集で収録されている。
漫画版
徳間書店『テレビランド』1987年5月号から1988年2月号まで連載。作画は相原和典。作中のキャラクターは劇中の着ぐるみよりも、デザイン画に寄せた作画となっている。また、ケイブンシャより1987年8月30日に発売された『超人機メタルダー大百科』にも、きむらひでふみによる描き下ろし漫画が掲載されており、こちらではオリジナルキャラクターのカッツェとメタルダーとの戦いが描かれている。
小説版
宇宙船の別冊に高久進が執筆した一篇が掲載された。トップガンダーのモノローグという形式を取っており、当初の設定に沿ったバルスキーとクールギンの対決や、メタルダーを喪うことに耐えられないというトップガンダーの思いなどを描く。また、実際には描かれなかったゴッドネロスを陰で操る黒幕の存在を、夢という形でほのめかしていた。
『B-CLUB』22号には、会川昇が「三陽五郎」名義で執筆した6ページほどの短編も掲載されている。挿絵はキャラクターデザインを手がけた森木靖泰が担当。クロスランダーとトップガンダーの確執を軸に、仲間だと信じていたクロスランダーにトップガンダーが左腕を撃ち落され、「自分の甘さを戒めるため」わざと不恰好な姿に修理したというストーリーが描かれている。
玩具
ゴーストバンクシリーズ
本作品の主力商品であり、前述の通りバンダイがキン肉マンのような商品展開を狙って発売した。
1. メタルダー&スプリンガー
2. サイドファントム
3. メタルチャージャー
4. 凱聖クールギン
5. 凱聖バルスキー
6. 暴魂トップガンダー
7. 雄闘バーベリィ
8. 激闘士ストローブ
9. 烈闘士ブルチェック
10. 暴魂ダーバーボ
11. 豪将タグスキー
12. サーキュラダー
13. ミラージュハシャ
14. ドライガン
15. 凱聖ゲルドリング
16. 凱聖ドランガー
17. 豪将タグスロン
18. 爆闘士ガラドー
19. 激闘士ジャムネ
20. 豪将メガドロン
21. 暴魂アグミス
22. ゴーストバンク
23. シルバーカークス

ゲーム
- SDヒーロー総決戦 倒せ!悪の軍団 - メタルヒーロー系の操作キャラとしてメタルダーが登場。
- スーパーヒーロー作戦 - メタルダーが宇宙刑事やウルトラマン、ガンダムと共演するプレイステーション用ゲーム。キカイダーとのクロスオーバーが見られる。

## CS放送・ネット配信
CS放送
- 東映チャンネル
  - 2002年10月 - 2003年3月（「GO! GO! ヒーローズ」枠）
  - 2004年7月 - 9月（「アンコールアワー」枠）
  - 2015年6月 - 10月
  - 2017年7月 - 11月（いずれも「メタルヒーロータイム」枠）
- ファミリー劇場
  - 2007年8月 - 2008年5月
  - 2010年2月 - 7月

ネット配信
- 東映特撮 YouTube Official
  - 2012年7月2日 - 11月11日
  - 2015年7月30日 - 12月17日
  - 2019年3月14日 -8月1日
- ニコニコ生放送
  - 2015年8月8日（全39話を一挙放送）
- 東映特撮ニコニコおふぃしゃる
  - 2017年10月11日 - 2018年7月4日

## 備考
外国語版
本作品は1990年にブラジルでも放映されており、その際登場人物の名前も大幅に変わっている。人名は、元の音を意識しつつも発音しやすい名前に変更され、軍団員の名前も普通の人名に変更されている。また、階級は凱聖は「コマンダンテ」、豪将以下は上から順に「アルファ、ベータ、ガンマ、デルタ、オメガ、イプシロン、KS、MS」となっている。軽闘士に訳語は設定されておらず、ただ名前だけになっている。なお、「メタルダー」「スプリンガー」「トップガンダー」「ムキムキマン」「フーフーチュウ」「ベンK」「ダムネン」はそのまま用いられている。以下に挙げるのはその一例である。
- 剣流星：コンドー・ヒデキ
- 桐原剛造：ドルバラ・マコト
- 仰木舞：アオキ・マヤ
- 北八荒：キンタ・サトル
- 凱聖クールギン：コマンダンテ・アーサー
- 凱聖バルスキー：コマンダンテ・バルサック
- 暴魂トップガンダー：ベータ・トップガンダー
- 暴魂クロスランダー：ベータ・コルネリウス

詳しくは本項目のポルトガル語版を参照。
終盤の展開
打ち切りが決定した当初は、全37話で終了の予定だった。しかし、次作『世界忍者戦ジライヤ』の準備が間に合わないことから、年明け放送分2本を急遽制作して全39話としている。そのためメインライターの高久進の都合がつかず、ラスト2回の脚本は藤井邦夫が執筆した。演出も本作品よりメタルヒーローシリーズに参加した三ツ村鐵治が急遽登板している。
当初のプロットでは、トップガンダーは最終決戦の渦中に機甲軍団の集中砲火やドランガーとの相討ちで再起不能となってしまい、無二の親友となったメタルダーの手で最期を迎えることを望み、メタルダーが介錯を取る形で自分が愛用していた狙撃銃で生涯を終えた。そして、主人公メタルダーと相棒スプリンガーもまたネロス帝国と刺し違え、敵基地もろとも爆散する。爆散した後の海原にメタルダーとスプリンガーの幻影が漂う中、砂浜にはトップガンダーとネロス帝国の軍団員の残骸が打ち上げられ、物語は終わるはずだったという。
夏頃のインタビューで、高久が「トップガンダーの最後は、敵にやられてボロボロになったトップガンダーをメタルダーが助けに来るというのにしたい。これは最終回の数話前になると思う」と語っていた通り、シナリオ準備稿では第33話のラストでメタルダーの介錯（この場合はレーザーアーム）によってトップガンダーは息を引き取ることになっていた。
急遽藤井がラスト2話の脚本を担当することになった際、「どうせ女性ロボットがいるんだったら」ということで、高久に頼んでローテールを第37話で殺さないでおいてもらい、第38話で彼女の恋愛エピソードを描いたという逸話も残されている。
当初の予定では、クールギンもバルスキーもネロス帝国のNo.1の座を狙っている設定だった。

## 撮影エピソード
- 瞬転シーンに使用する火花を撮影するために、特撮班がスタジオでアークを飛ばしていたところ、スタジオにいた主役の妹尾が裸眼で光を直視してしまい、一時的に目が見えなくなり撮影が3日ほど止まってしまったことがある[111]。
- OPで剣流星が海に入り刀を素振りするシーンがあるが、妹尾曰く足元が岩場であり、裸足で何本も走らされたために足の裏を無数に切ったという[111]。
- 連続ドラマ主演デビュー作の第1話で往年の大スター・上原謙と共演した妹尾は、自身が子供のころから上原をテレビなどで見ていたことや、周囲のスタッフからプレッシャーを掛けられた緊張で固まってしまい、「俺、本当にロボットだったら良いのにな」と思ったという。また、当時の上原は子供が誕生したばかりであり、「こういう特撮番組などを子供とよく見ているので、張り切ってやります」と言葉を掛けてもらうなど、とても優しい人物であったという[111]。
- 着ぐるみ製作は、第1話から40体もの敵怪人を用意せねばならず、クランクイン前は"地獄"と称され、番組開始後は補修の繰り返しとなるなど異例のスケジュールであり、その後も語り草となっている[112]。